# أولودنيز
أولودنيز (بالتركية: Ölüdeniz) (المعنى الحرفي للإسم: البحر الميت، بسبب مياهه الهادئة حتى أثناء العواصف؛ والاسم الرسمي: البحيرة الزرقاء Blue Lagoon)، هي بلدة ومنتجع صغير تقع على الشاطئ في منطقة فتحية بمقاطعة موغلا، على ساحل الفيروز (الريفيرا التركية) في جنوب غرب تركيا، عند نقطة التقاء بحر ايجه والبحر الأبيض المتوسط. تبعد بلدة أولودنيز 14 كيلومتر (9 ميل) إلى الجنوب من مدينة فتحية، بالقرب من جبل باباداغ (بالتركية: Babadağ). كانت أولودنيز تُعرف عند الليقيين في العصور القديمة باسم «أرض الضوء والشمس»، وفي العصور الوسطى عُرفت باسم «البلاد البعيدة»، وتوجد في «شبه جزيرة تكة» في جنوب غرب الأناضول.
تم تطوير البلدة بشكل جيد من حيث السياحة، وقد تم اختيار شاطئ أولودينيز كأجمل الشواطئ في العالم في عام 2006م بنسبة إجماع 82% من المصوتين. يوجد شاطئ رملي عند مدخل أولودنيز على البحيرة الشاطئة الزرقاء،  ولكن شاطئ أولودنيز نفسه ليس رملياً بل حصوياً. البحيرة محمية طبيعية وطنية والبناء فيها ممنوع منعا باتاً. تشتهر مياه البحر في أولودنيز بتدرج ظلالها بين اللونين الفيروزي والزبرجدي. شاطئ أولودنيز معتمد بالمعايير الصارمة للعلامة التجارية الرسمية: «العلم الأزرق». في أشد الأيام العاصفة وارتفاع الأمواج على الشاطئ، تكون بحيرة أولودنيز راكدة.
على الرغم من حالة ركود الماء الظاهرة في بحيرة أولودينيز الزرقاء إلا أن الماء دائما نظيف وبحالة صحية ممتازة لأن ماء البحيرة يجدد نفسه يومياً لثلاثة أسباب غير مرئية: أولها منافذ مياه الينابيع الجوفية الشديدة في أولودينيز الموجودة في قاع البحيرة تخلق تصريفًا للمياة العذبة إلى ماء البحيرة. ثانياً، هناك دورة مستمرة لسريان الماء من البحر المفتوح إلى داخل البحيرة والعكس بسبب اختلاف كثافة الملوحة الناتج عن المياه الجوفية للينابيع أسفل البحيرة. ثالثًا، مع تأثير المد والجزر، يرتفع البحر وينخفض بمقدار نصف متر خلال كل يومين إلى ثلاثة أيام مجددا دخول وخروج الماء بين البحيرة والبحر المفتوح. وهذه الأسباب الطبيعية مجتمعة توفر كمية كبيرة من مياه البحر للدخول والخروج من «البحيرة الزرقاء»، مما يجعلها متجددة وصحية ومياهها هادئة.

## الضواحي

### حصار أونو
يقع حي حصار أونو (بالتركية: Hisarönü) الذي يشبه القرية في غابات الصنوبر على الطريق البري السريع بين فتحية وأوفاجيك، وهو أحد المراكز السياحية المتطورة بسعة 3000 سرير في الفنادق وأماكن المعيشة، وهي منطقة استراحة يهتم به السياح البريطانيون على وجه الخصوص.

### أوفاجيك
يبعد مركز مدينة أوفاجيك حوالي 5 كم عن أولودينيز. توجد فنادق وغرف الضيوف علي طريق «فتحية-بلجيكيز-أولودينيز»، وتمتزج مع الحي القديم والجديد وهي كلها منطقة سياحية.

### بلجيكيز-أولودينيز
أولودينيز هو الحي الذي توجد فيه البحيرة الزرقاء.
بلجيكيز (بالتركية: Belceğiz) هو شريط ساحلي شاطئي قامت بإنشاءه وكالة حماية البيئة الخاصة (بالتركية: Özel Çevre Koruma Kurumu) وتتوفر فيه أماكن الإقامة وتناول الطعام والترفيه، وبلجيكيز مفتوحة للجمهور لممارسة أنواع الرياضات المائية المختلفة.
في الجنوب الشرقي من بلجيكيز ، يوجد موقع معسكر جيد الإعداد  هو «معسكر كيدراك» (بالتركية: KIDRAK kamp) في «المتنزه الوطنى بكيدراك» (بالتركية: KIDRAK National Park).
تقع كومبورنو (بالتركية: Kumburnu) وأولودينيز في الجزء الشمالي الغربي من بلجيكيز. تم تعيين هذه المنطقة كمتنزه وطني في عام 1978م وهي أول منطقة محمية طبيعية من الدرجة الأولى. تستخدم كومبورنو كراحة يومية.

## المواصلات
يمكن الوصول إلى المدينة عن طريق البر والبحر والجو. هناك خدمات حافلات منتظمة من فتحية وأنطاليا وأزمير وأنقرة وإسطنبول. يبعد مطار دالامان (بالتركية: Dalaman Havalimanı) ساعة واحدة عن المنتجع. المسافة من فتحية إلى أولودينيز حوالي 12 كم، وهناك وسائل نقل منتظمة من فتحية إلى المدينة.

## الإقامة والترفيه
هناك العديد من الفنادق المؤهلة وأماكن المعيشة ومواقع المخيمات في المنتجع. هناك أيضًا إمكانية ممارسة رياضة الطيران بالمظلات (بالتركية: Yamaç paraşütü) من ارتفاع 2000 متر من أعلى «جبل باباداغ» مع إمكانات رحلات السفاري وتسلق الجبال (بالتركية: Dağcılık) والمشي لمسافات طويلة (بالتركية: Yürüme) وركوب الرمث (بالتركية: Rafting)، كما يمكن ممارسة أنواع مختلفة من الرياضات البحرية.

## أماكن ذات أهمية خاصة

### وادي الفراشات
يوجد «وادي الفراشات» (بالتركية: Kelebekler Vadisi) على هضبة أسفل «جبل باباداغ». يأخذ الوادي الغني بالنباتات وحيوانات الإقليم، اسمه من عدد كبير من أنواع الفراشات الموجودة هنا. سجل العلماء حوالي 147 نوعًا من النباتات التي تنتمي إلى 54 عائلة و 105 نوعًا من الفراشات من 15 عائلة من الوادي.
في 8 فبراير 1995م، تم الإعلان عن إغلاق من الدرجة الأولى SİT للوادي وإغلاقه أمام جميع أنواع الإنشاءات في الوادي الصخري والملئ بالصنوبر للحفاظ على مليارات الفراشات والأشجار وأوراق الشجر والنباتات.
تتوفر المواصلات إلى الوادي بواسطة قوارب من شاطئ أولودنيز.

### جزيرة السفن
توجد «جزيرة السفن» (بالتركية: Gemiler Adası)  غرب أولودنيز على بعد حوالي 7 كم، وبها أنقاض منازل ومستودعات وصهاريج وكنائس التابعة للعصر البيزنطي والروماني، والتي تعود إلى القرن الثالث عشر. يوجد على الجزيرة حوالي 50 قبرا مسيحياً. إحدى الكنائس منحوتة في الصخر مباشرة على قمة الجزيرة، كما يوجد حوالي 40 مبنىً كنسيٍ على الجزيرة.
يعتقد بعض علماء الآثار أن على الجزيرة موقع القبر الأصلي لأسقف يوناني تعززت شهرته ليصبح من كبار القديسين المسيحيين واسمه القديس نقولا (بالإنجليزية: Saint Nicholas)، ويؤولون بأن تسمية الأتراك لهذه الجزيرة باسم «جزيرة السفن» ربما يكون بسبب أن القديس نقولا في معتقد المسيحيين هو «شفيع البحارة» ولعل البحارة كانوا يكثرون عند الجزيرة لنيل شفاعته.
«جزيرة السفن» ذات قيمة تاريخية وتحتاج إلى حماية خاصة.
لقطات مصورة للآثار الموجودة على«جزيرة السفن»:

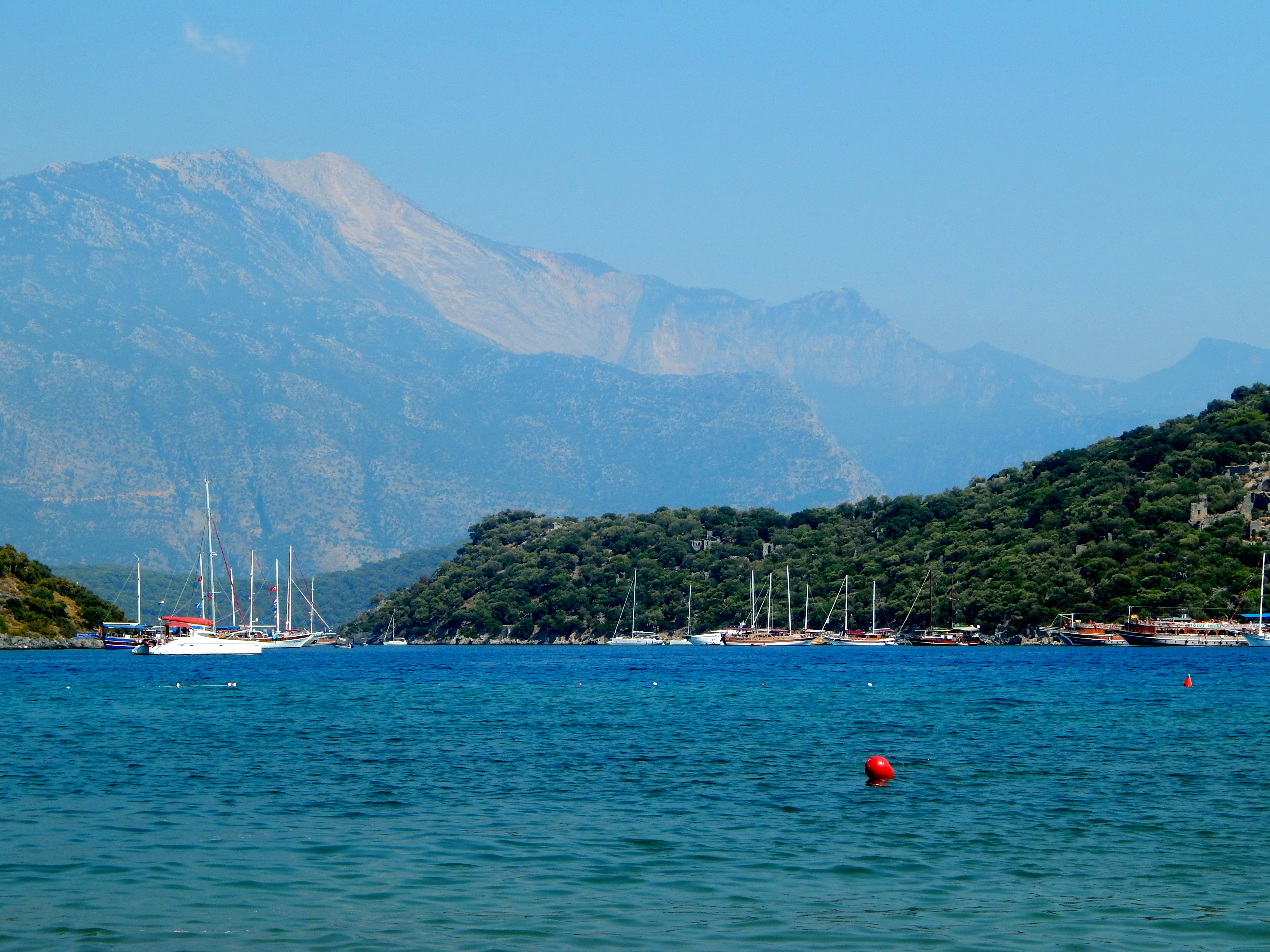
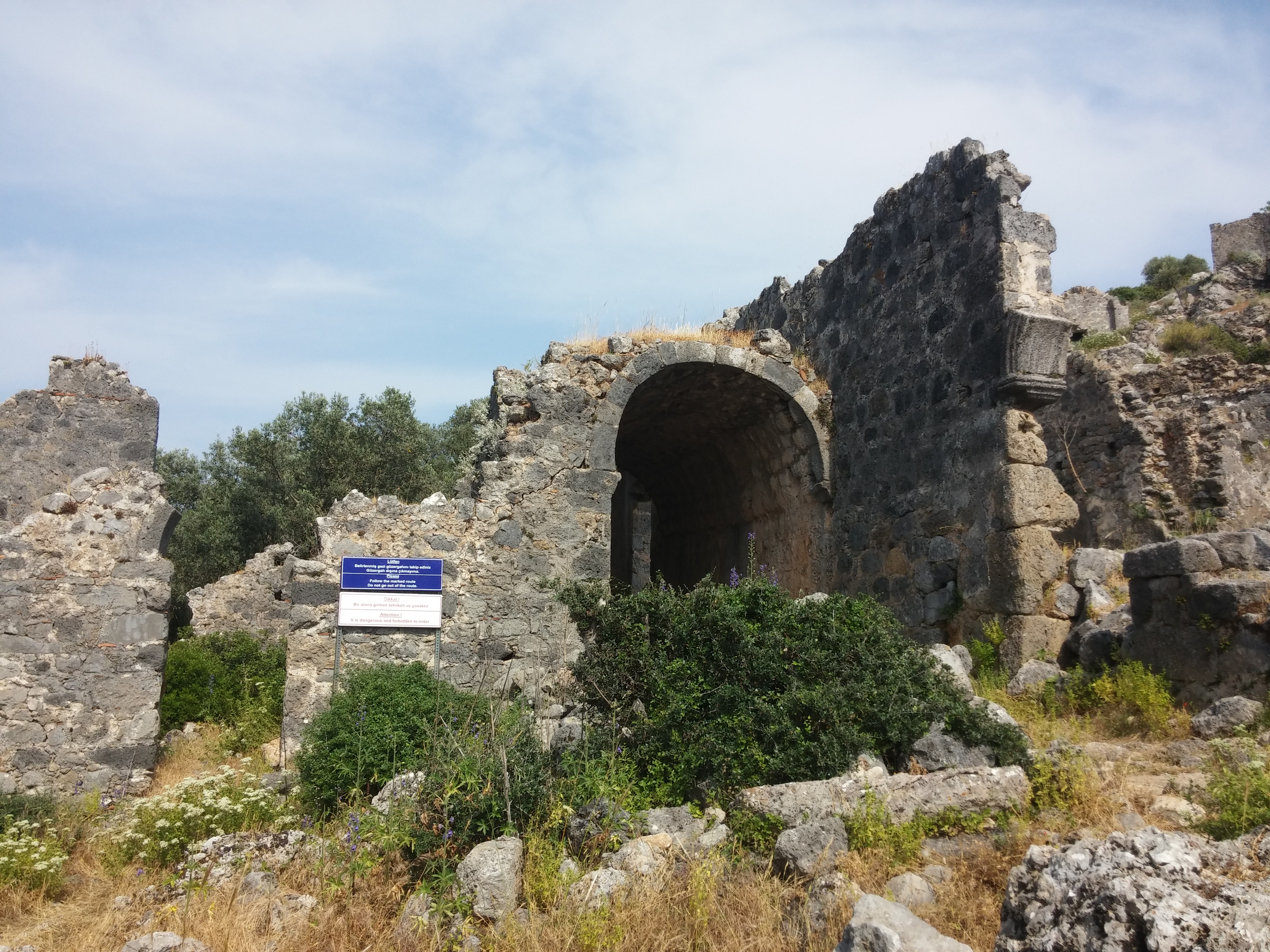
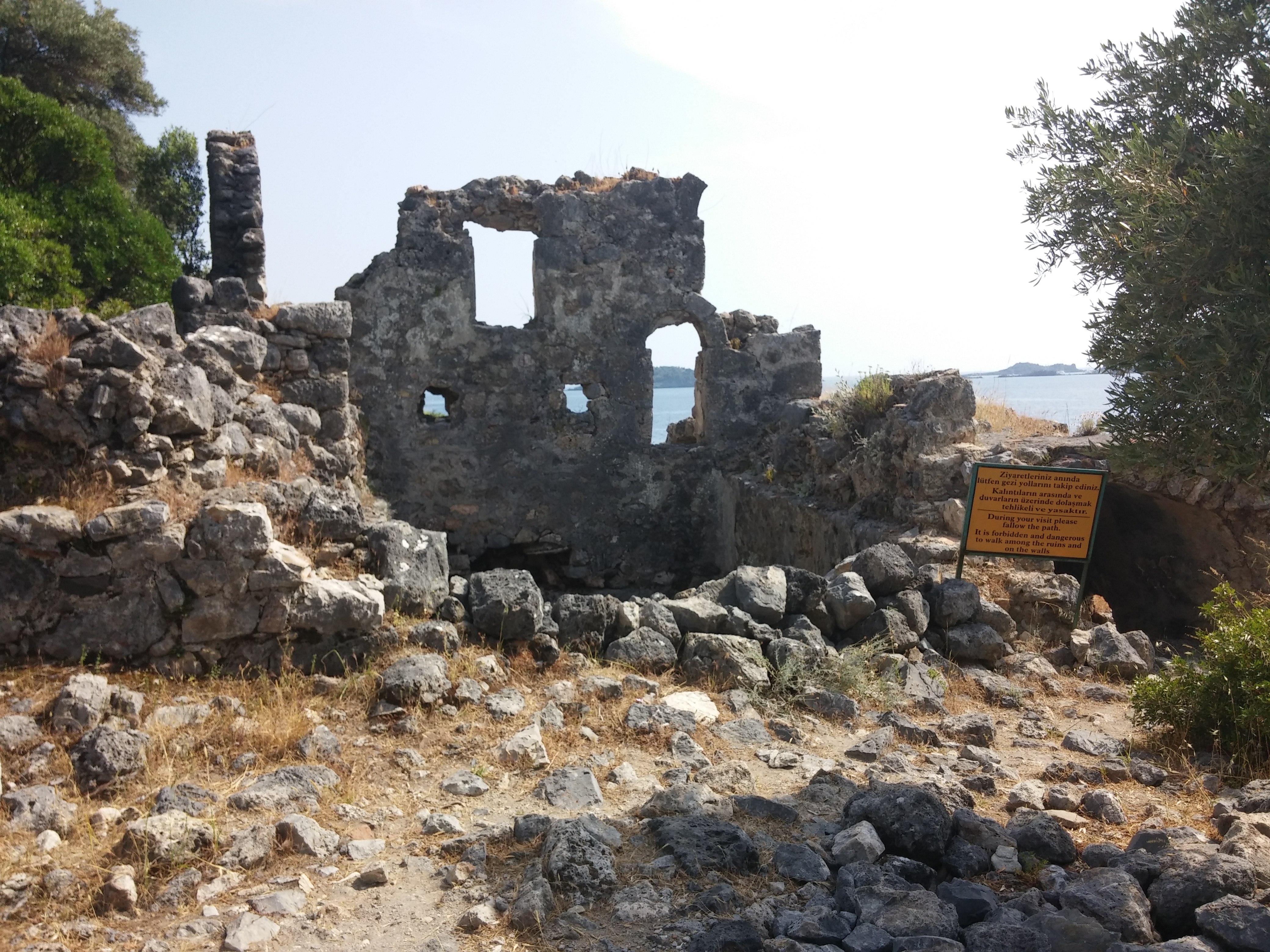
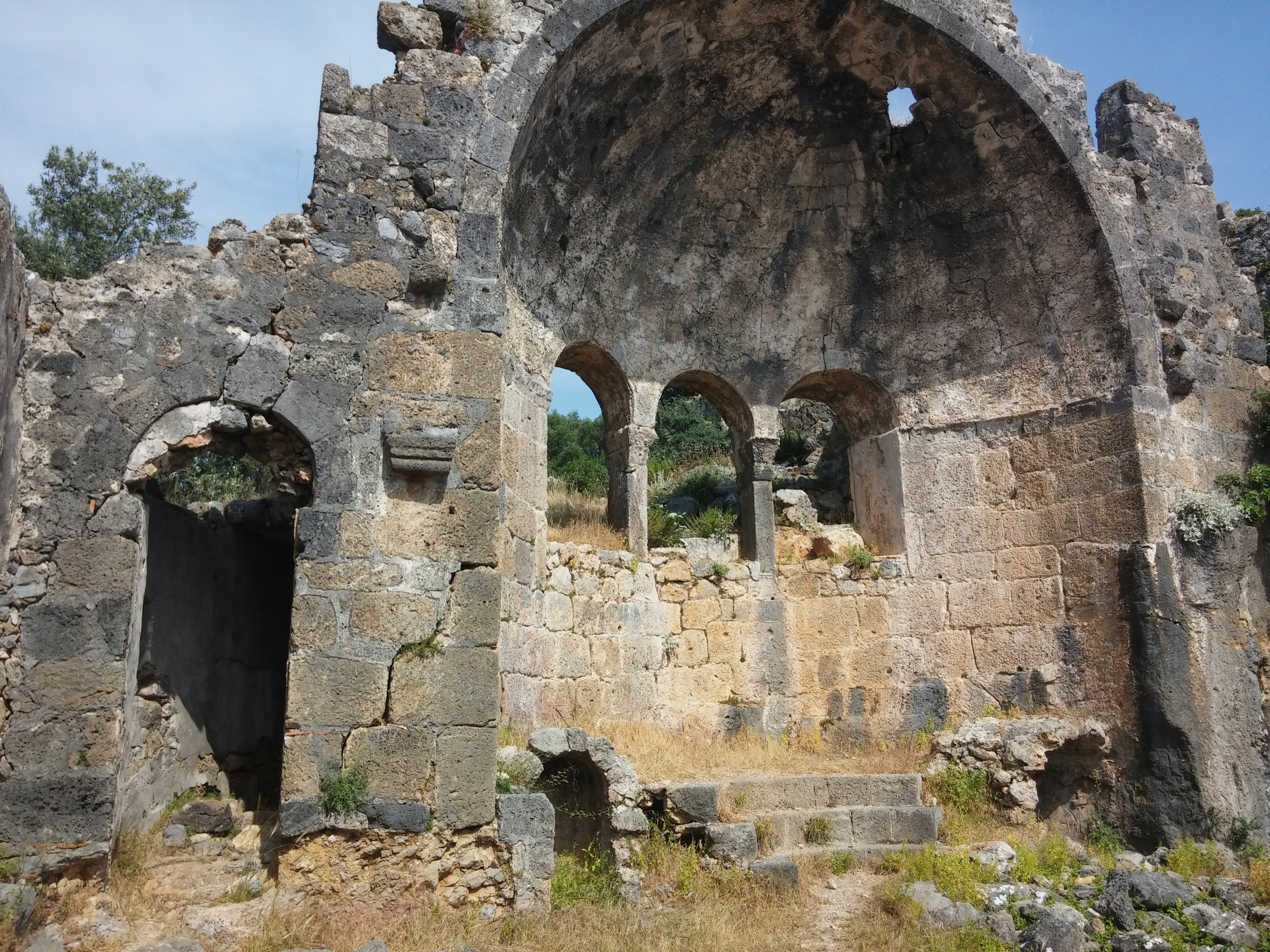
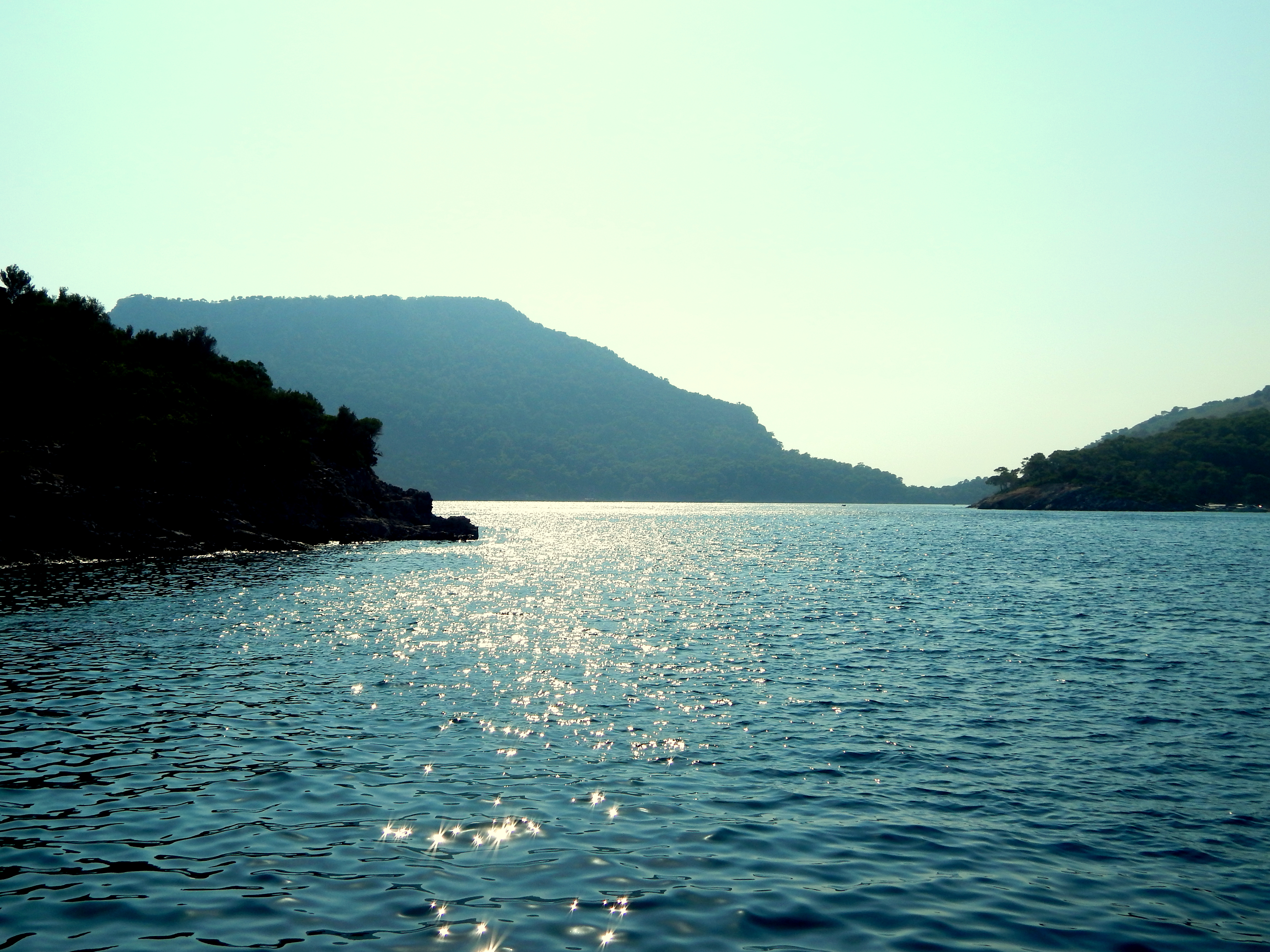
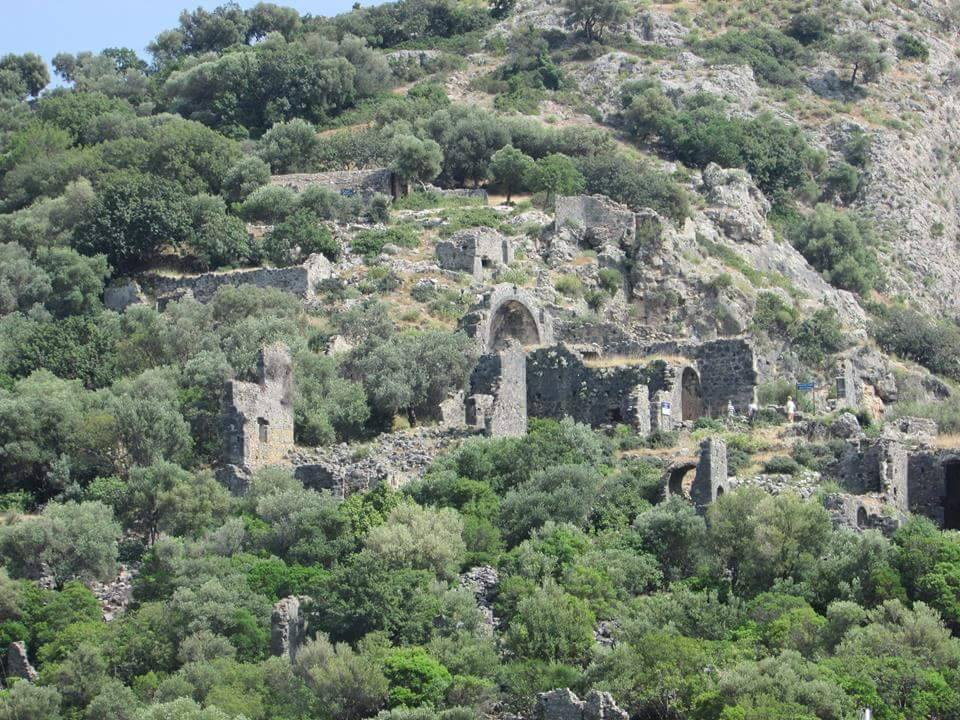
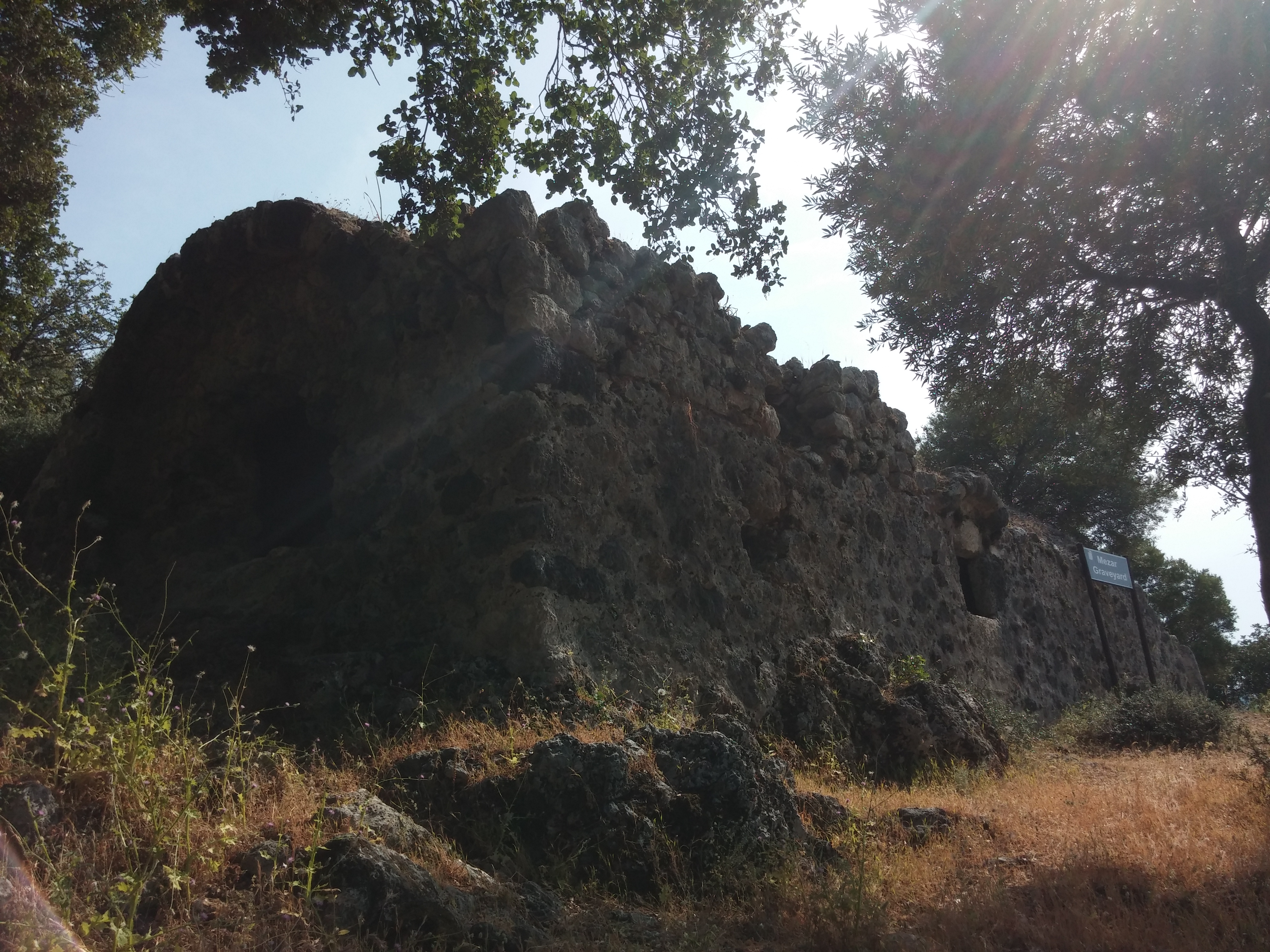
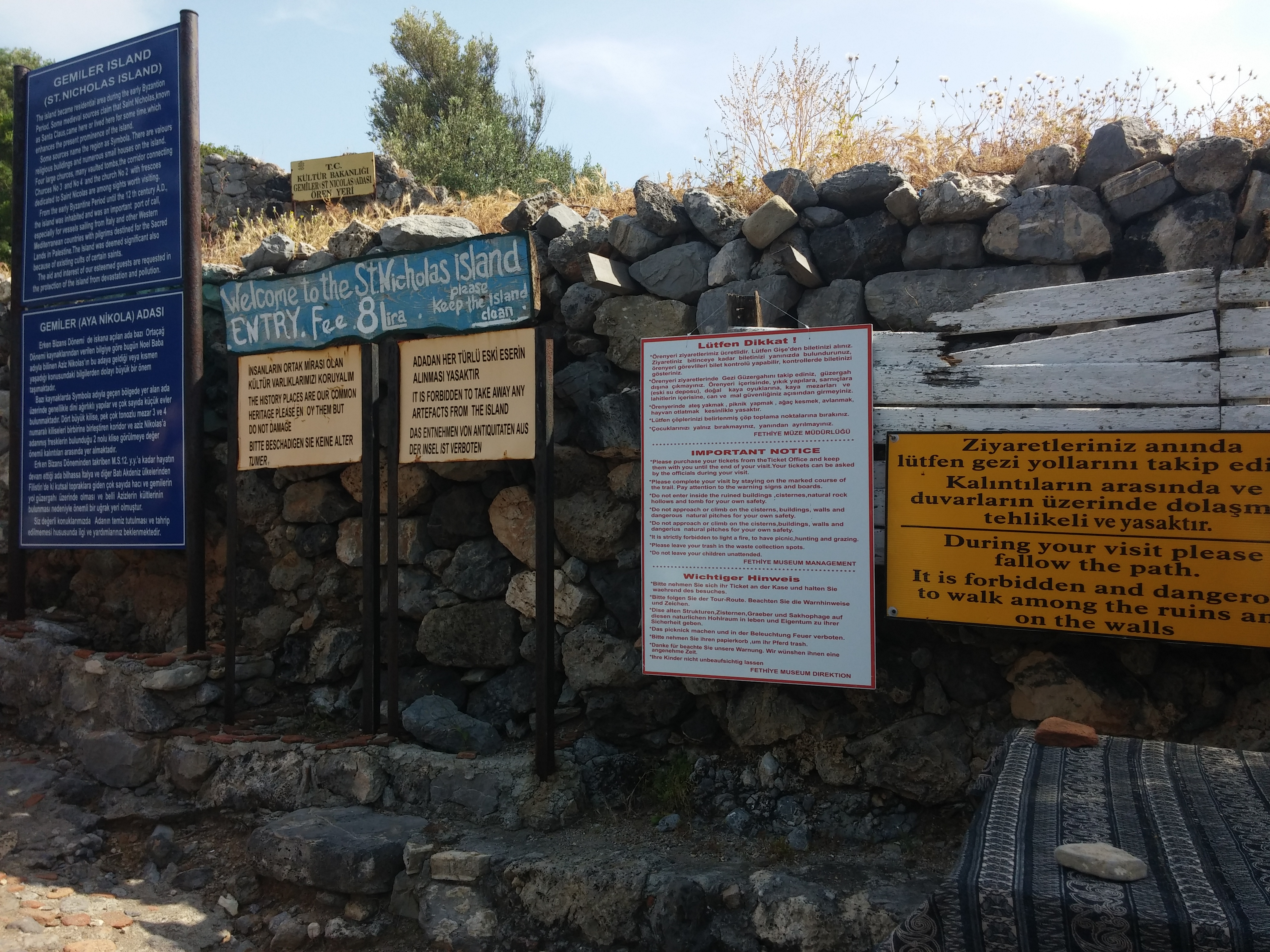
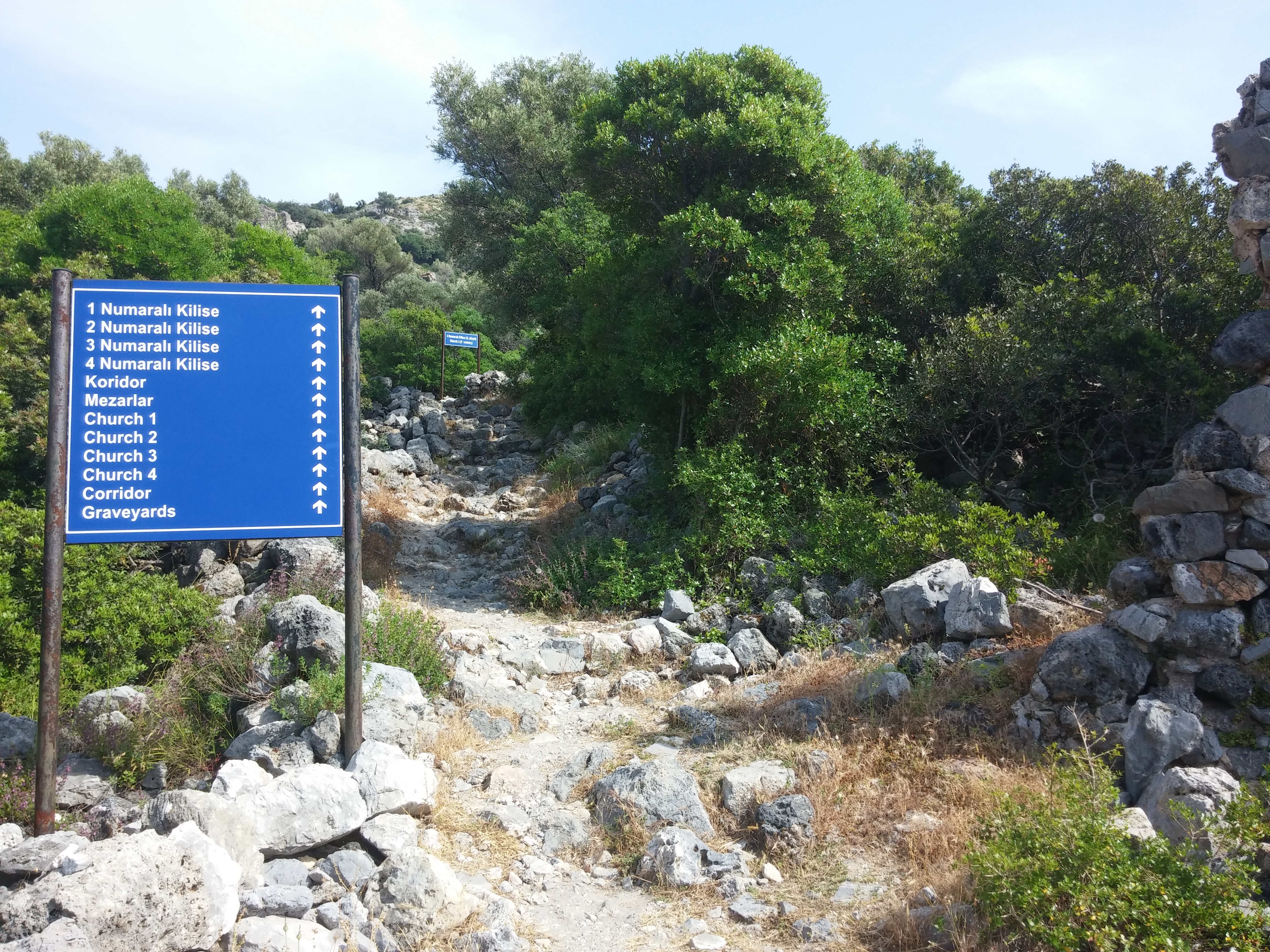

عند المرور بالتلة الموجودة خلف حي «كايا» (بالتركية: Kaya Mahallesi)، يقود الطريق إلى «خليج السفن» (بالتركية: Gemiler Koyu)، وهو مشهد جميل آخر محاط بأشجار الزيتون والصنوبر. في الجهة المقابلة تماماً «لخليج السفن» توجد «جزيرة السفن» والتي تسمى أيضاً «جزيرة القديس نقولا»، حيث يمكن العبور إلى الجزيرة بقارب لرؤية بقايا الفترة البيزنطية على الجزيرة. ومن بين الاكتشافات التي اكتشفتها لجنة الآثار اليابانية عام 1990م بالاشتراك مع «متحف فتحية» (بالتركية: Fethiye Müzesi) أن الجزيرة كانت مركزًا مهمًا للزيارة خلال الفترة المسيحية المبكرة وأن القديس نقولا، قديس البحارة، عاش في هذه الجزيرة.

### فتحية

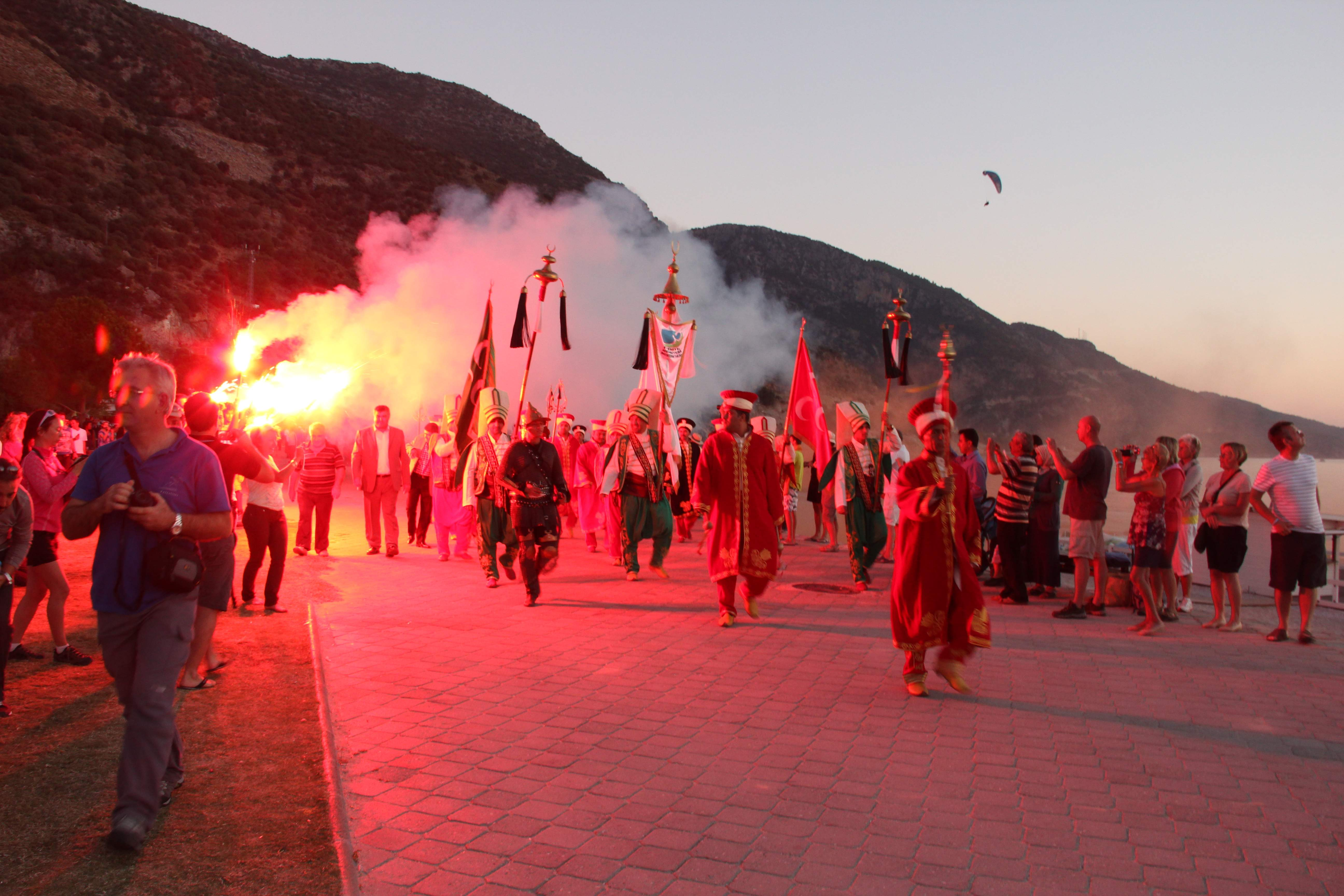
احتفال في أولودنيز.

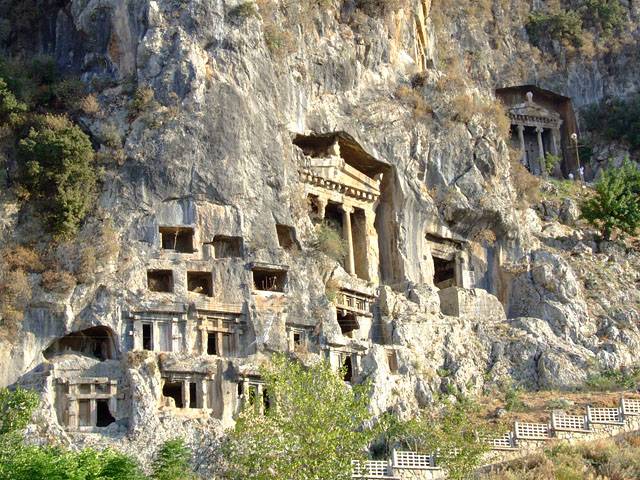
مقبرة أمينتاس في فتحية.

في العصور القديمة قبل الميلاد كان اسمها مدينة «تلميسوس» (Telmessos)، ثم أصبح اسمها «ميغري» (Meğri) وفي العصر الحديث صار اسمها مدينة «فتحية» (Fethiye) منذ عام 1934م. يوجد بها توابيت حجرية من الفترة الرومانية البيزنطية ومقبرة أمينتاس Aminthas الشهيرة والمتحف. أصبح سوق فتحية الشعبي مؤخراً وجهة شهيرة للسائحين المحليين والأجانب القادمين إلى المنطقة.

### رحلات بحرية يومية في أولودينيز

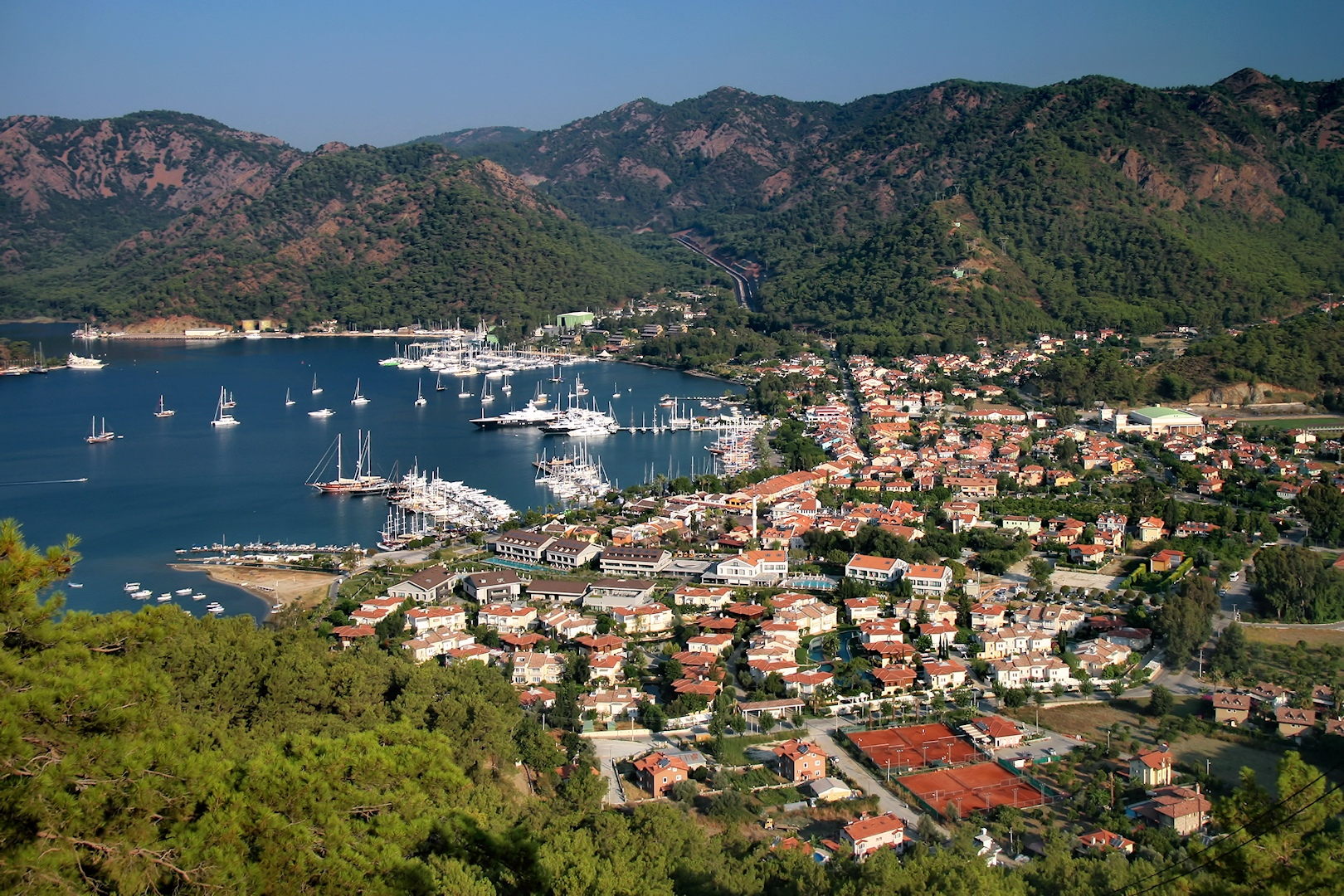
جزيرة "غوجيك" (Göcek).

توجد رحلات على ساحل «فتحية» ورحلات بالقوارب على ساحل أولودنيز و «جزيرة السفن» و«خليج السفن» (بالتركية: Gemiler Koyu)، «كاراجا أورين» (Karacaoren)، و 12 جزيرة والتنزه في جزيرة «غوجيك» (Gocek). 

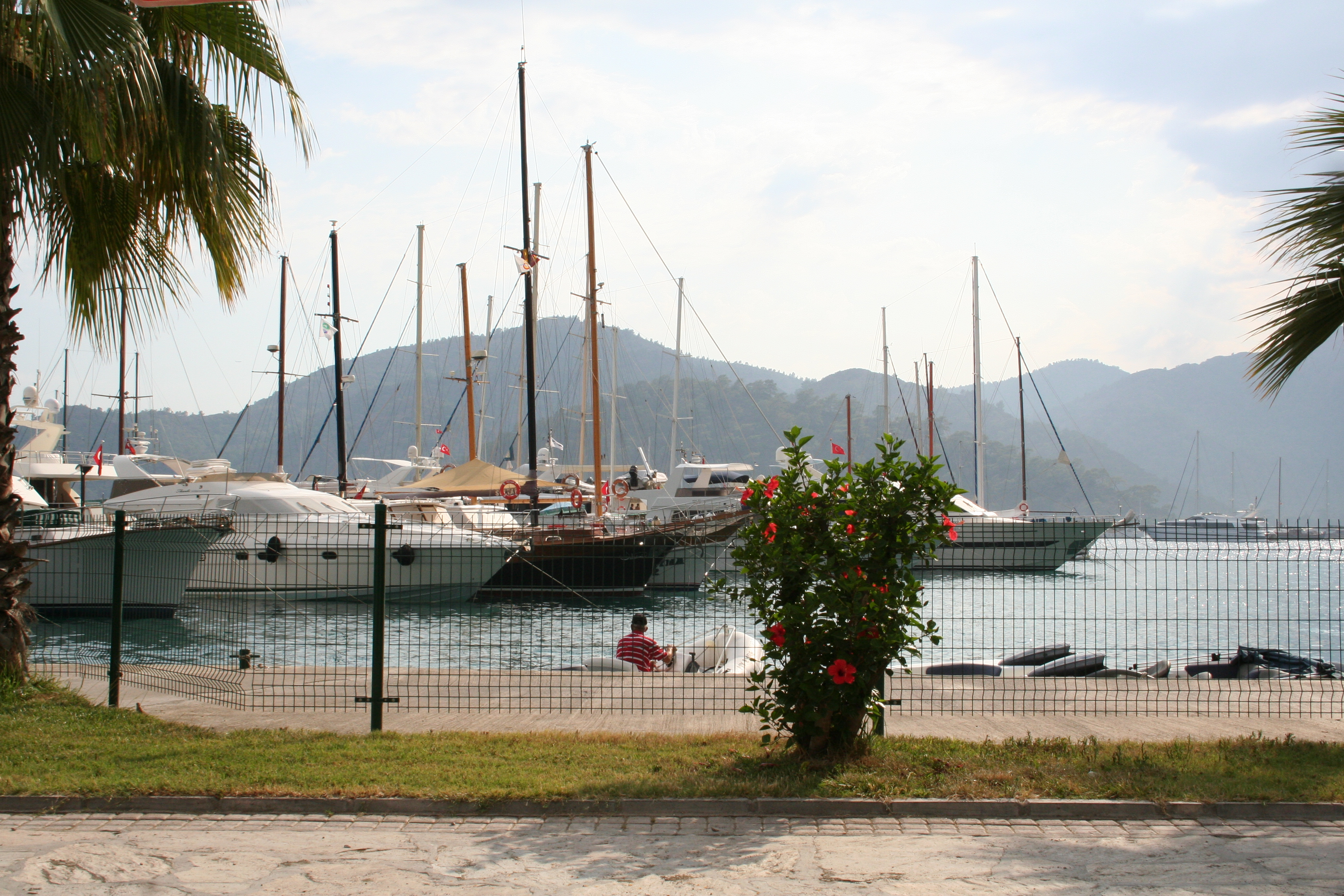
ميناء "غوجيك" (Göcek).
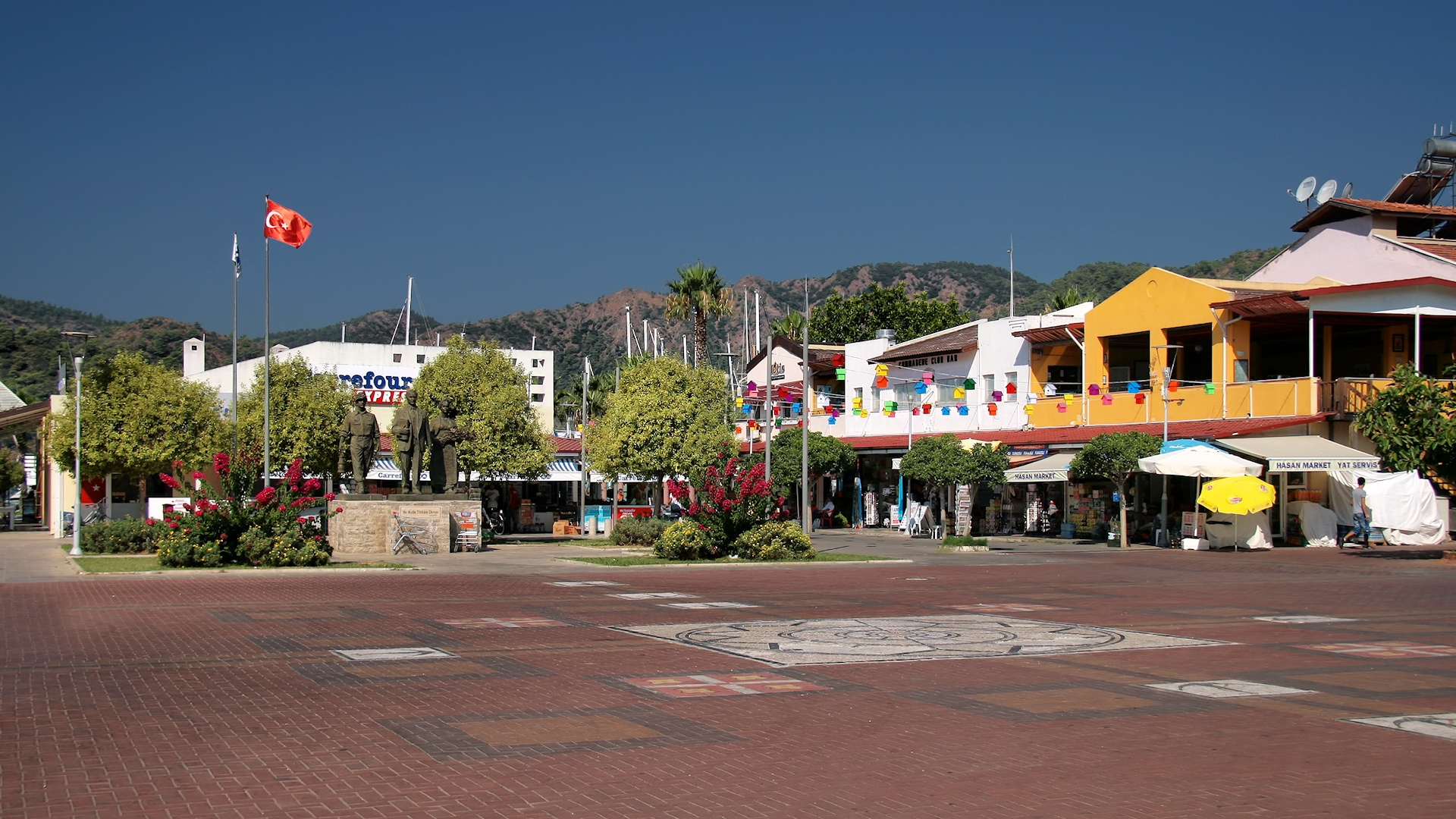
"غوجيك" (Göcek).
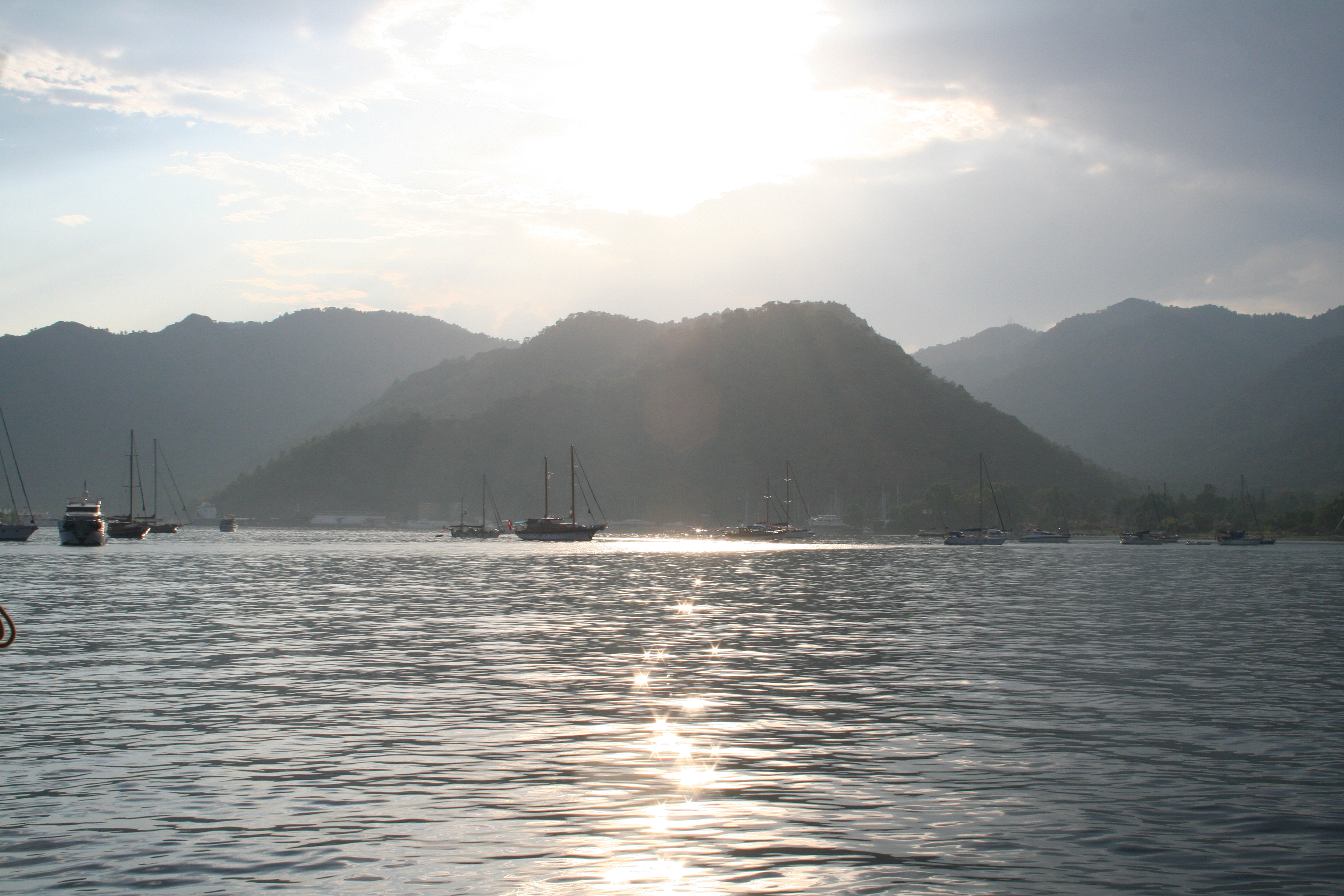
ميناء "غوجيك" (Göcek) بعد الظهيرة.
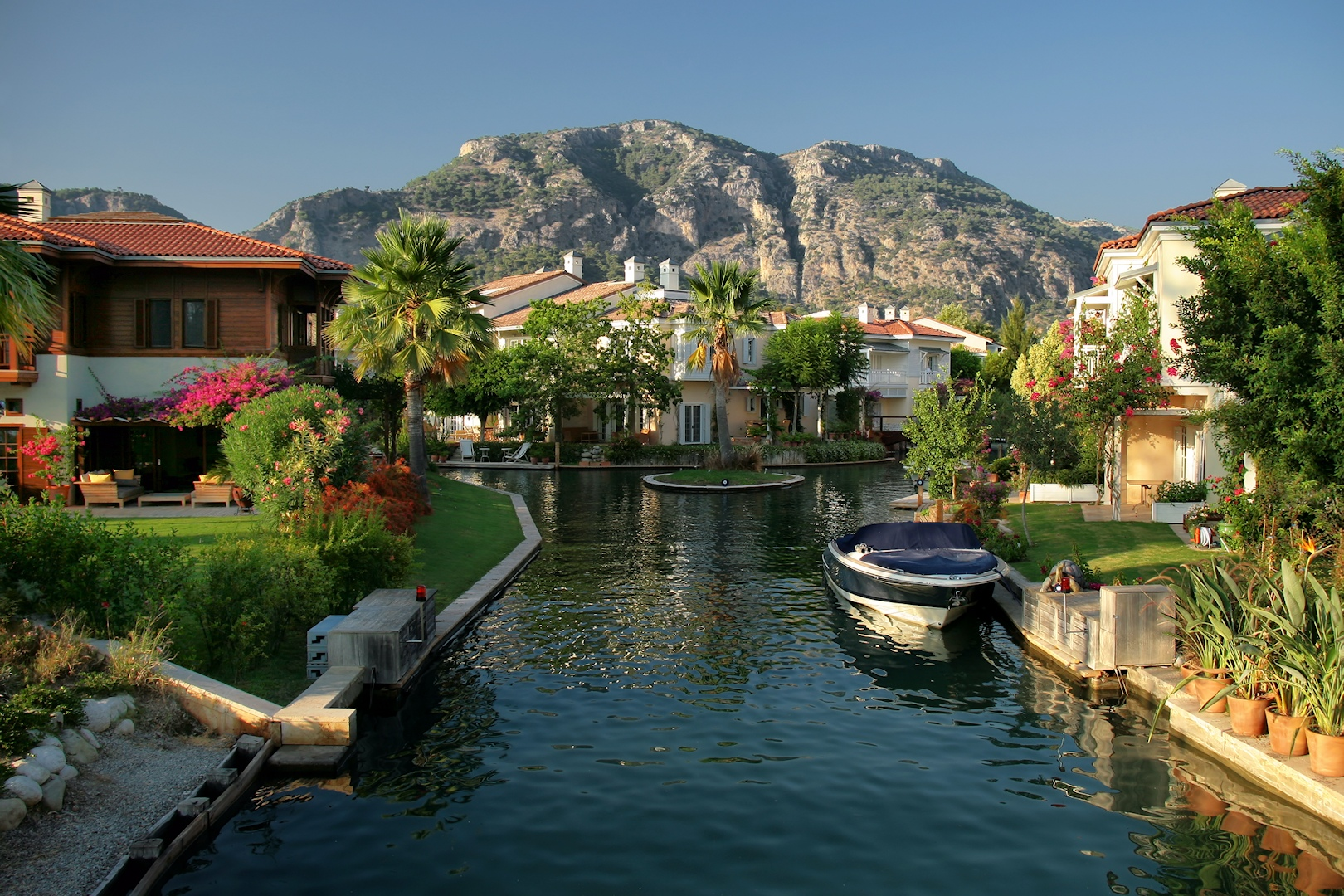
"غوجيك" (Göcek).
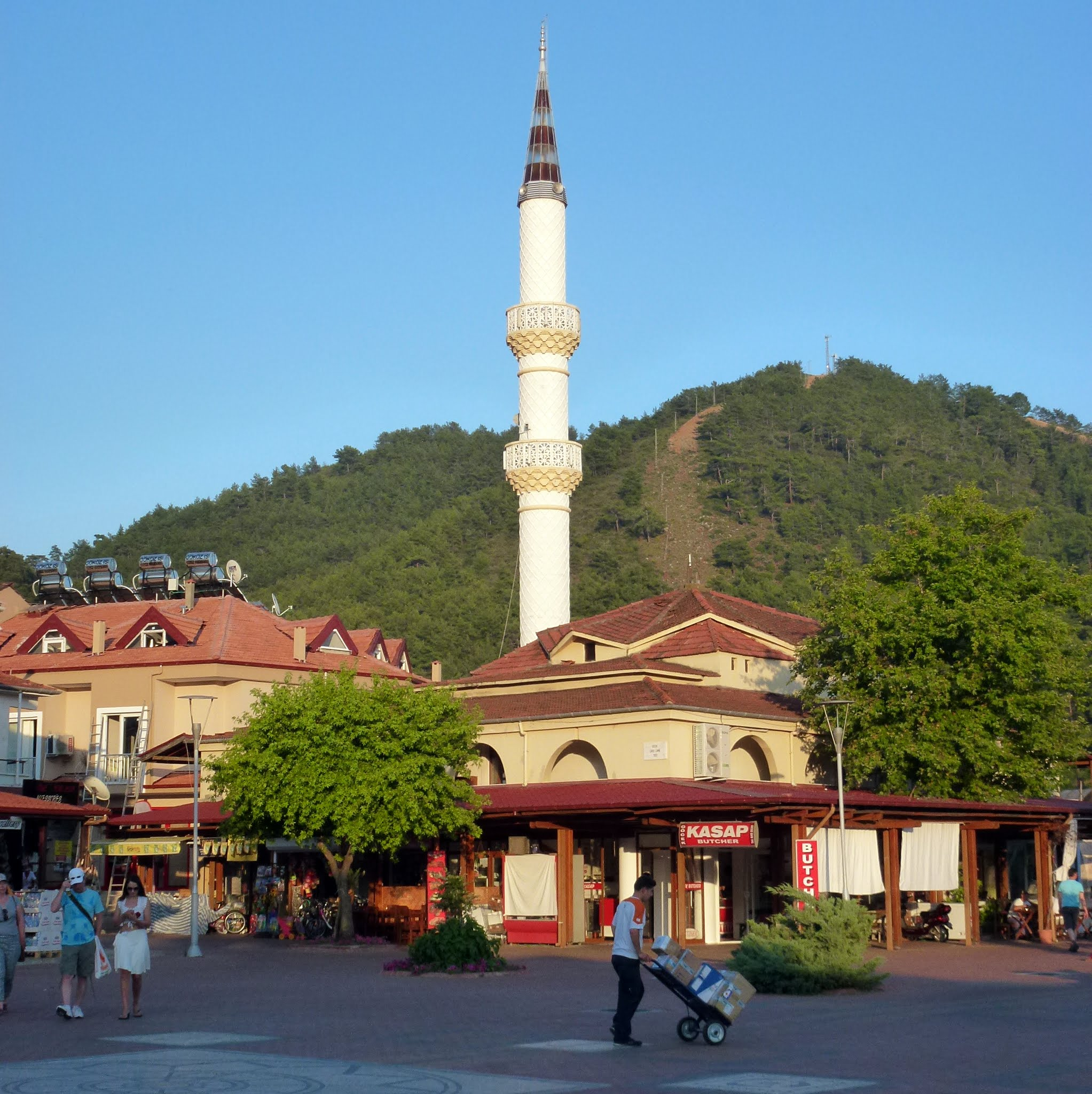
جامع "غوجيك" (Göcek).
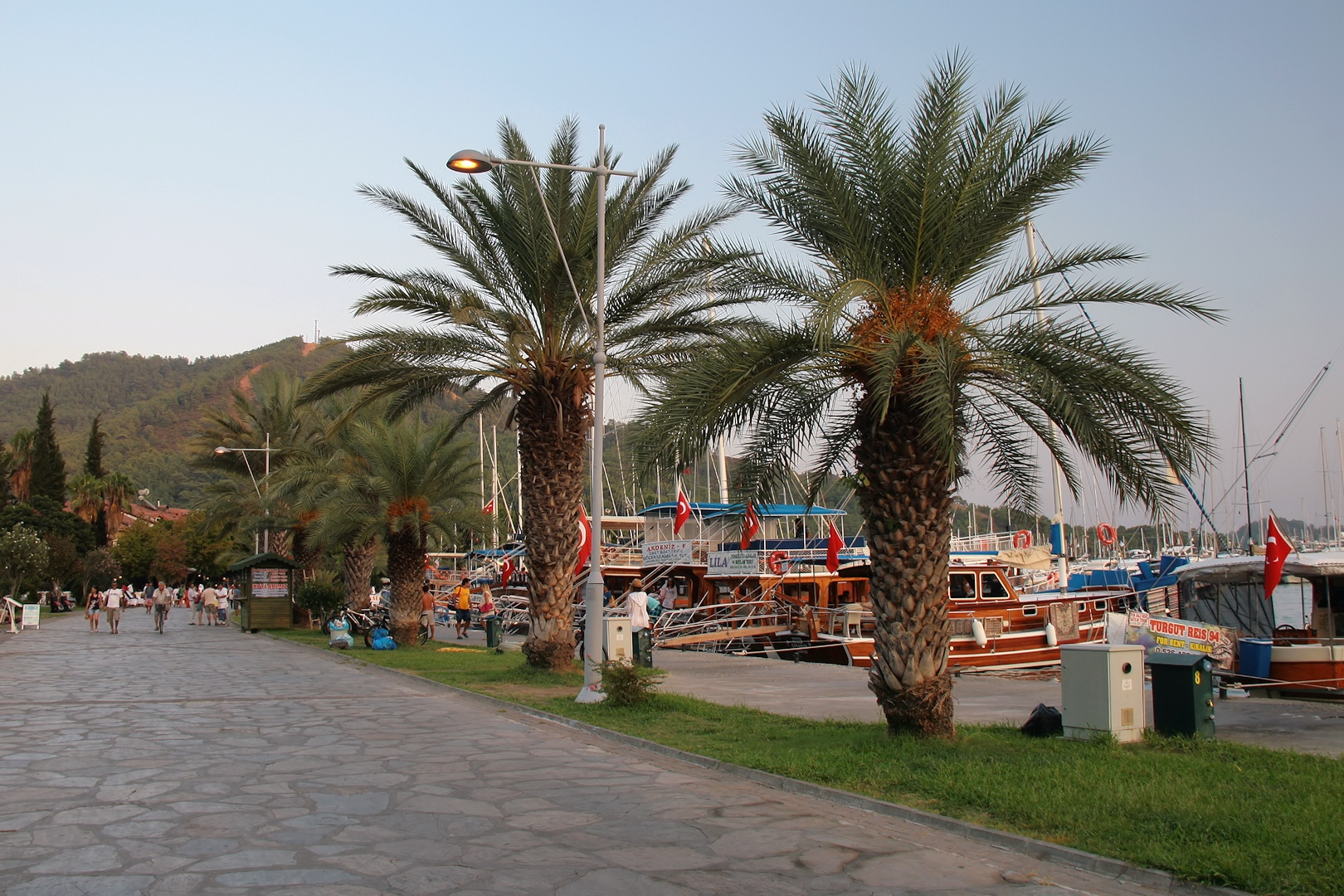
"غوجيك" (Göcek).
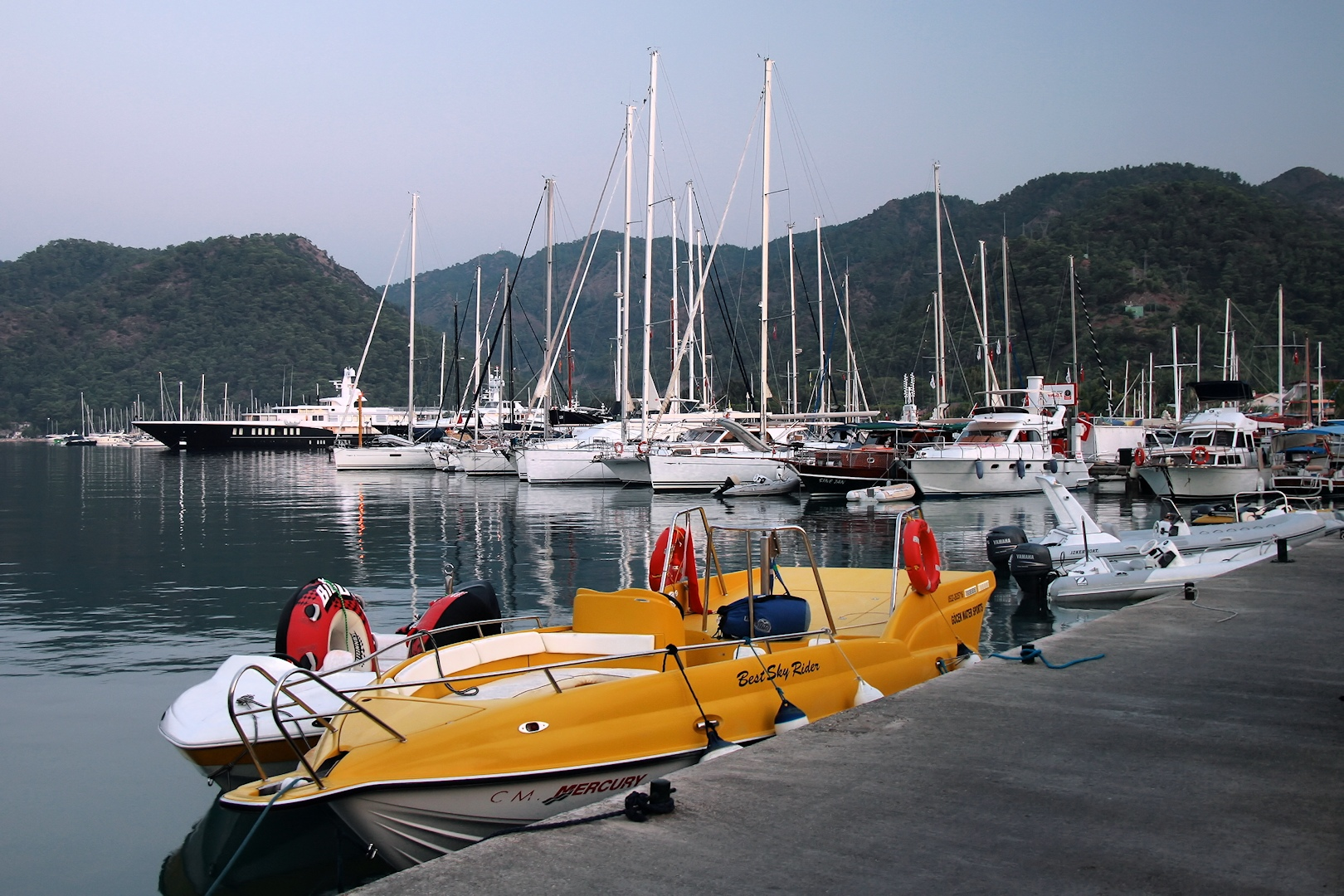
ميناء "غوجيك" (Göcek).
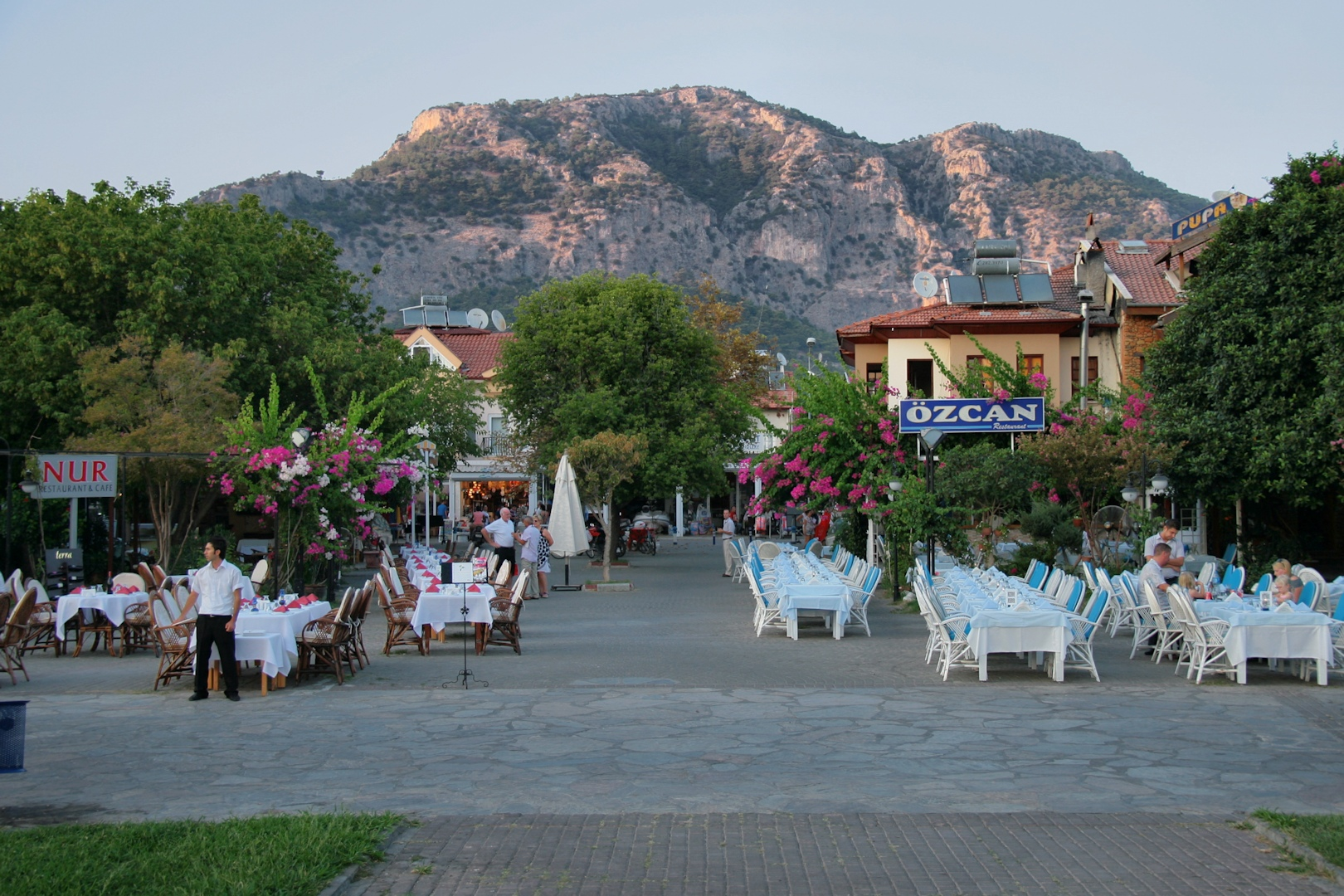
"غوجيك" (Göcek).
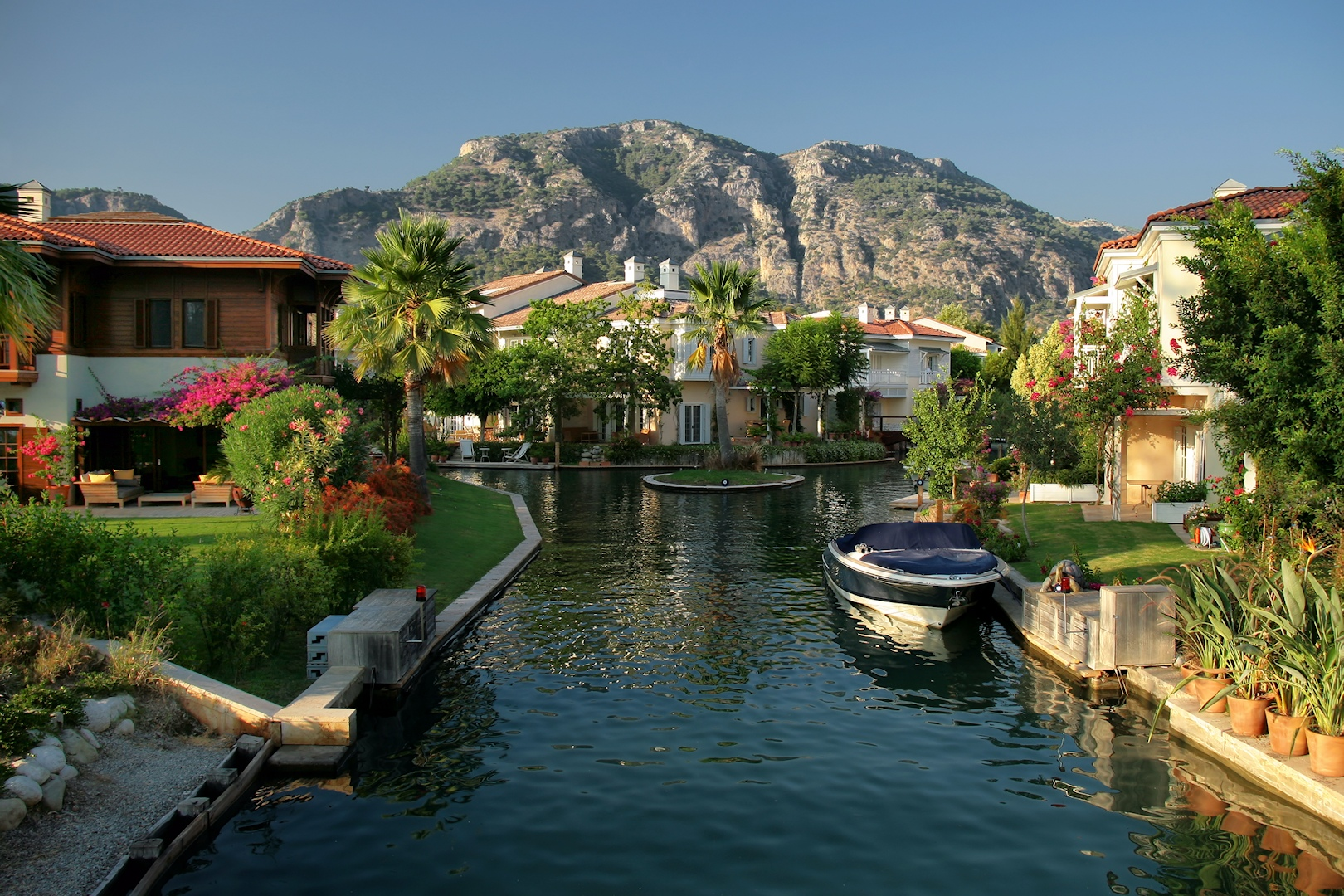
"غوجيك" (Göcek).
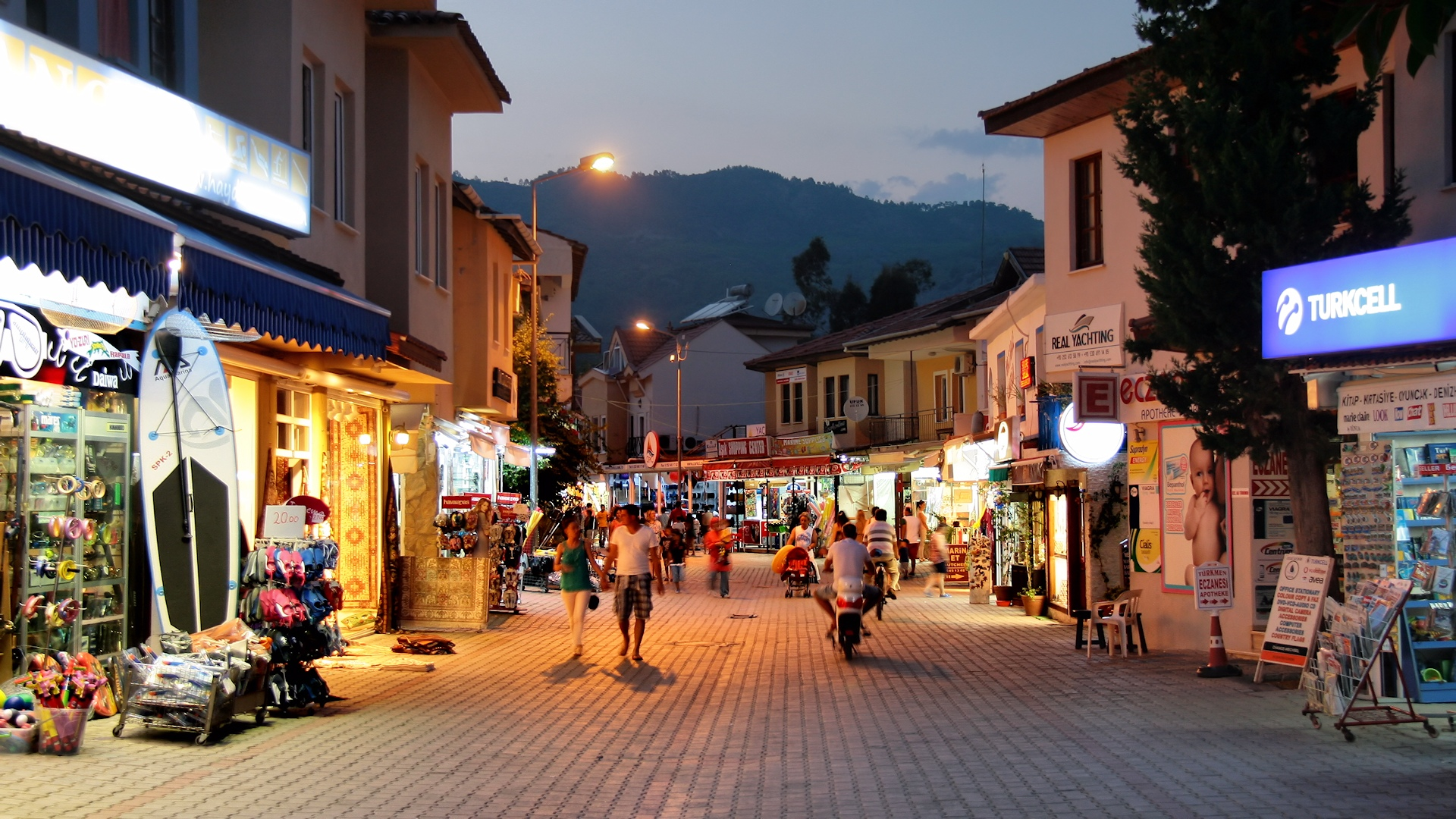
"غوجيك" (Göcek).
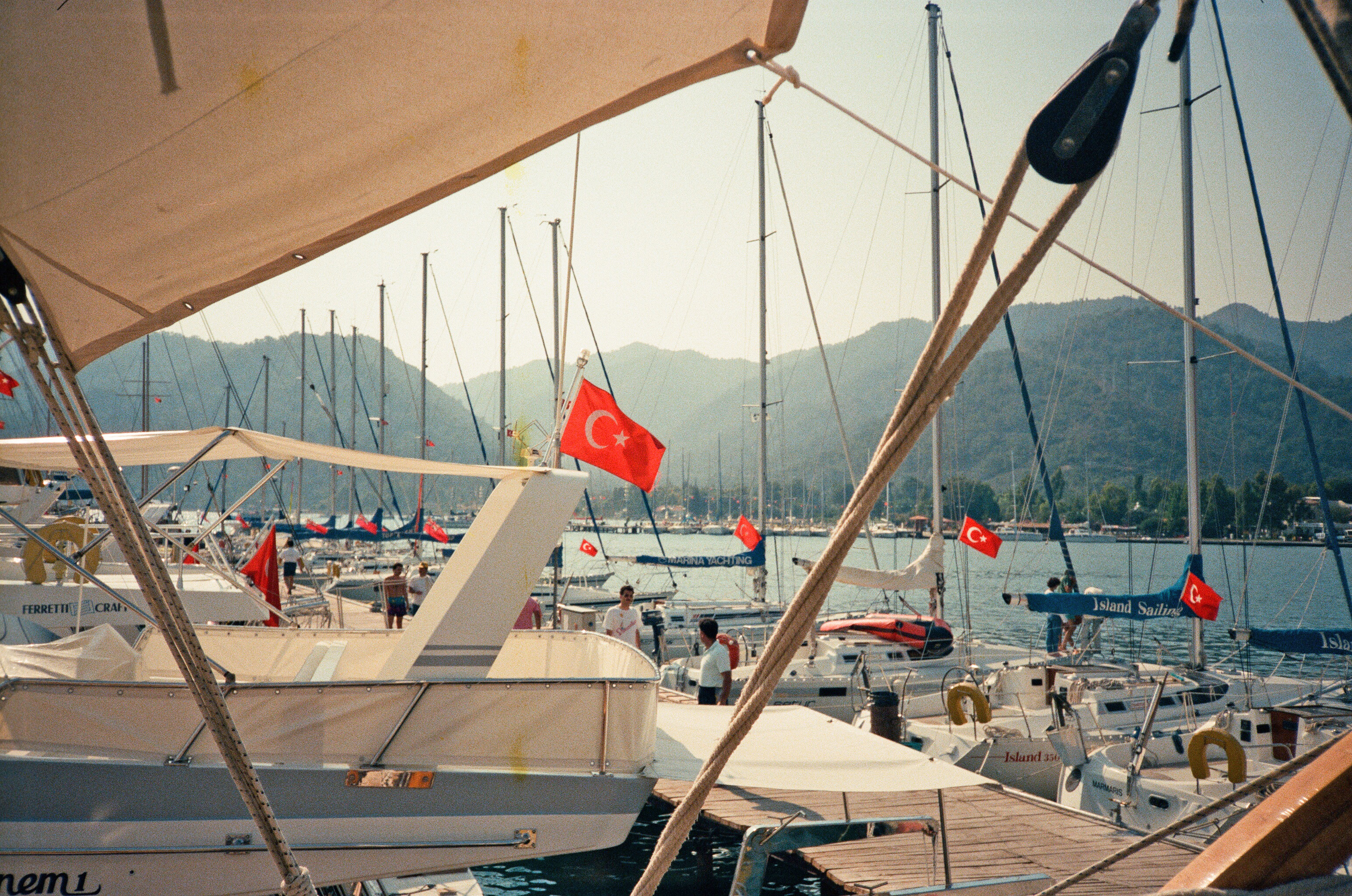
ميناء "غوجيك" (Göcek).
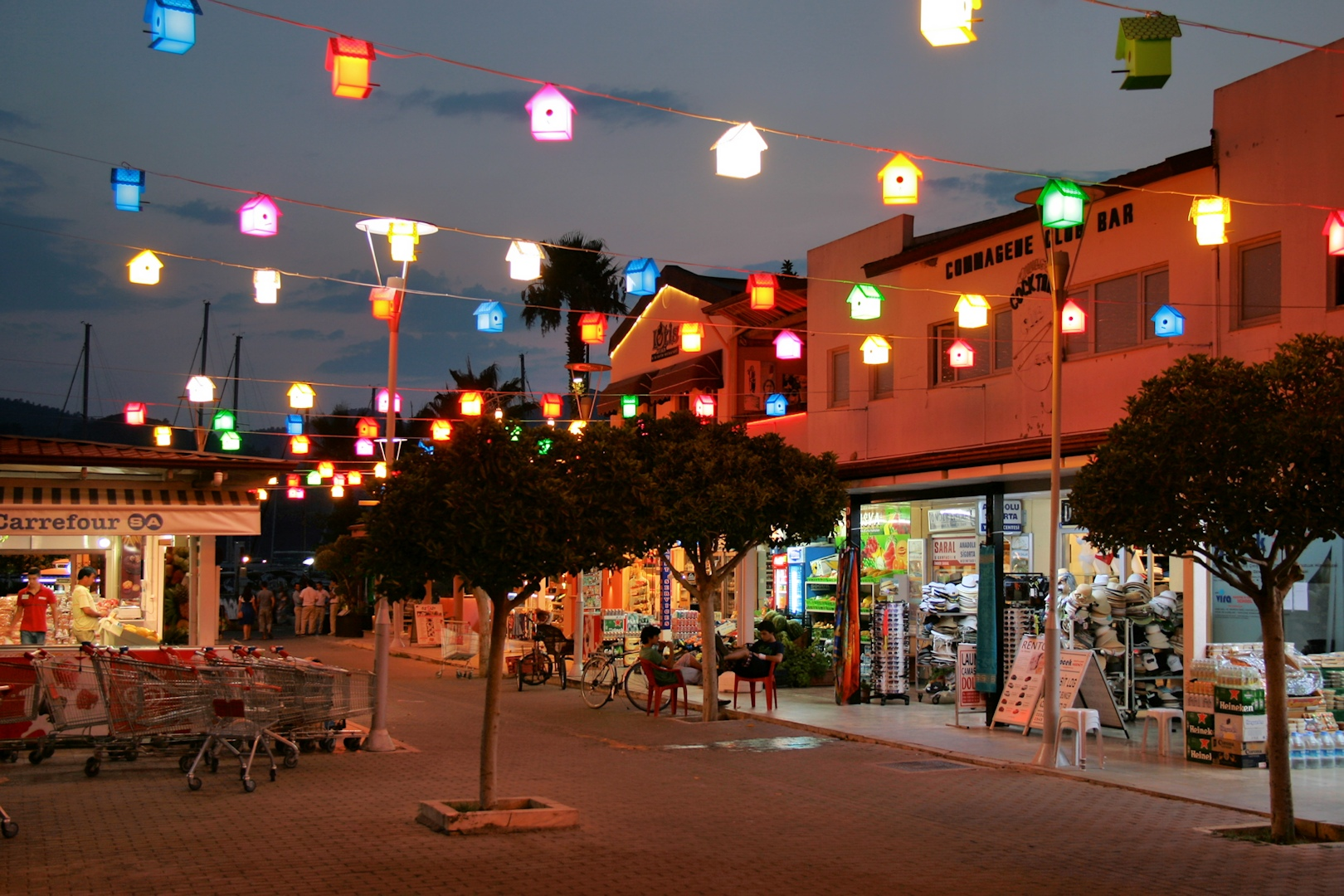
"غوجيك" (Göcek).
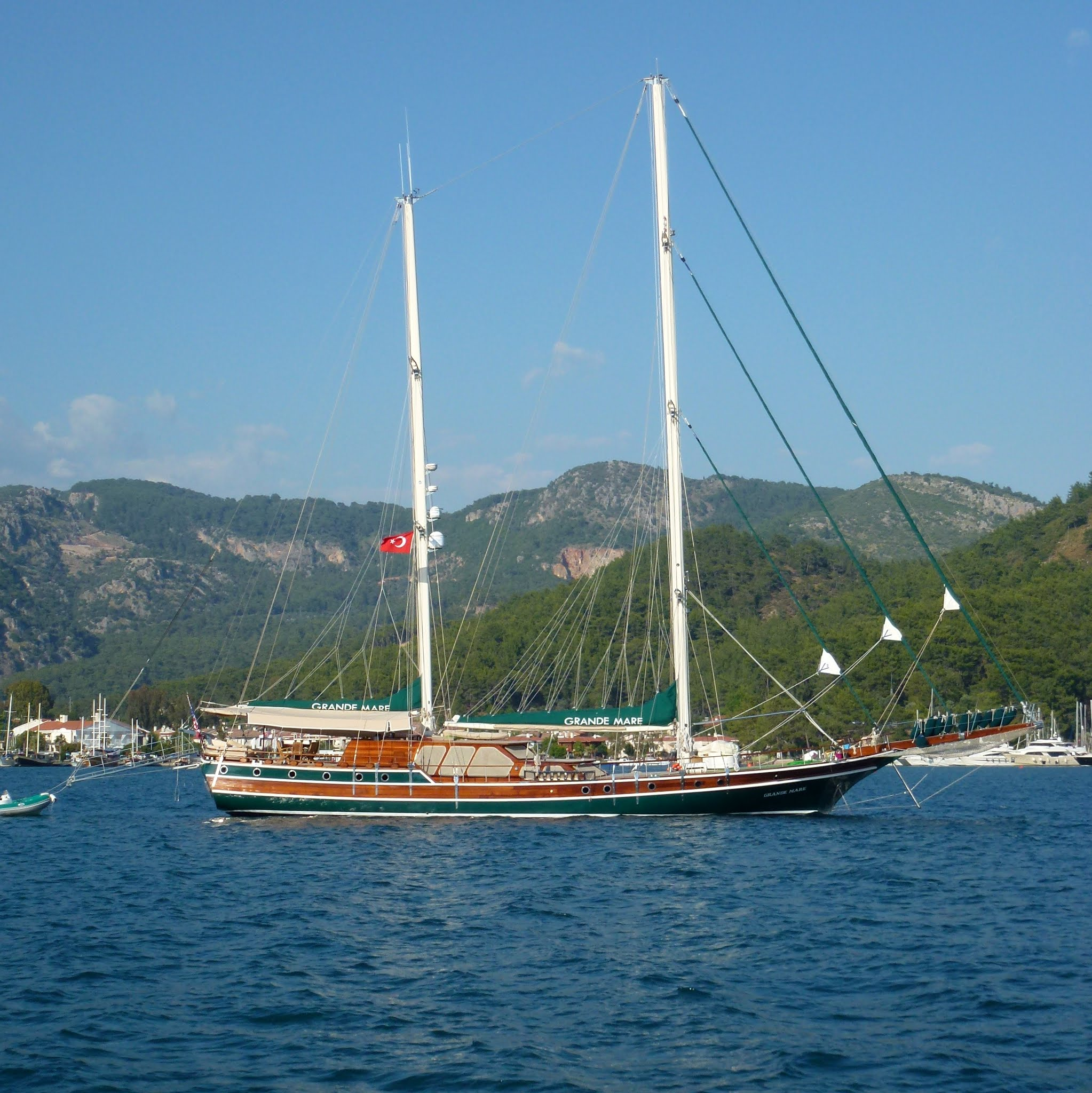
"غوجيك" (Göcek).
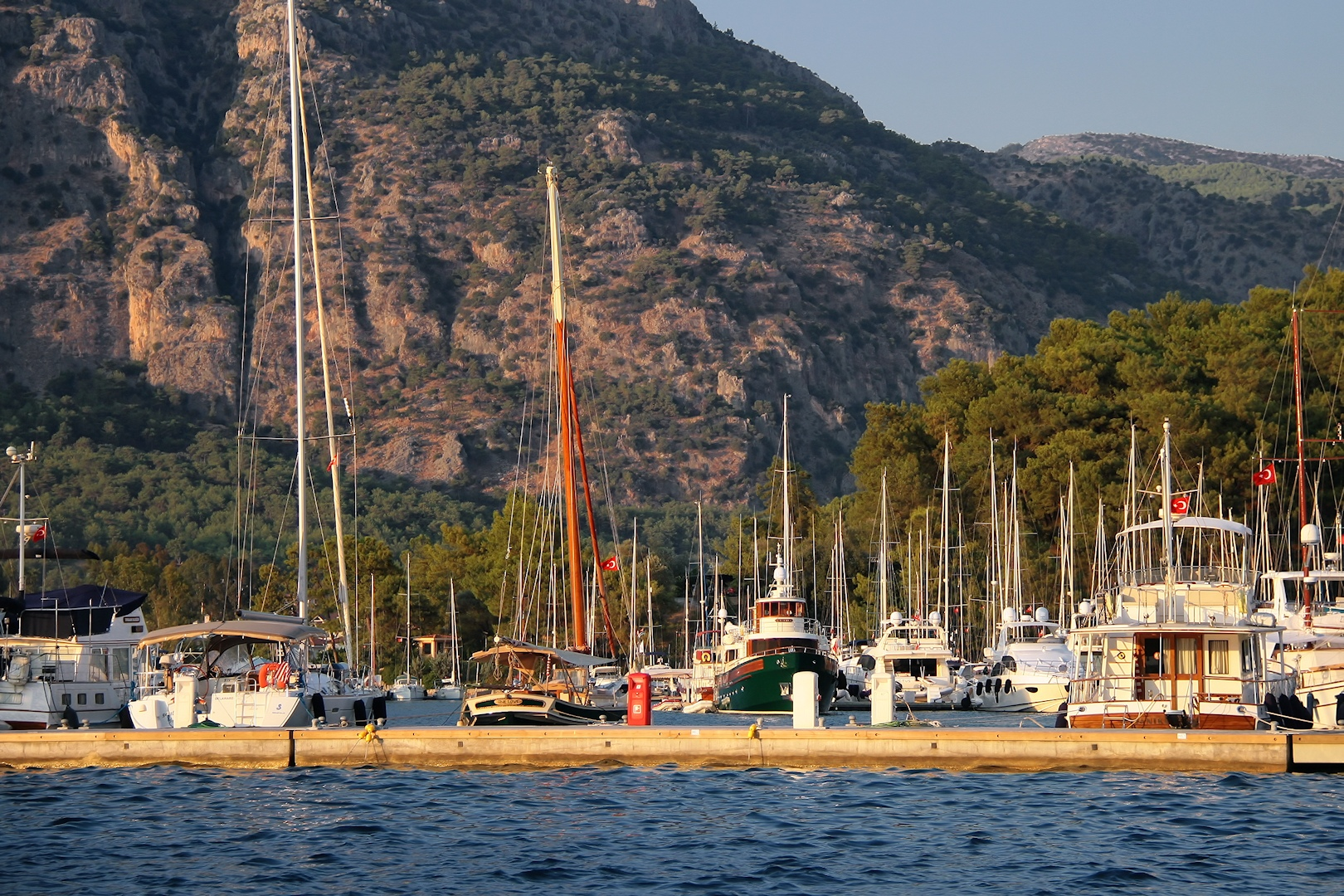
"غوجيك" (Göcek).
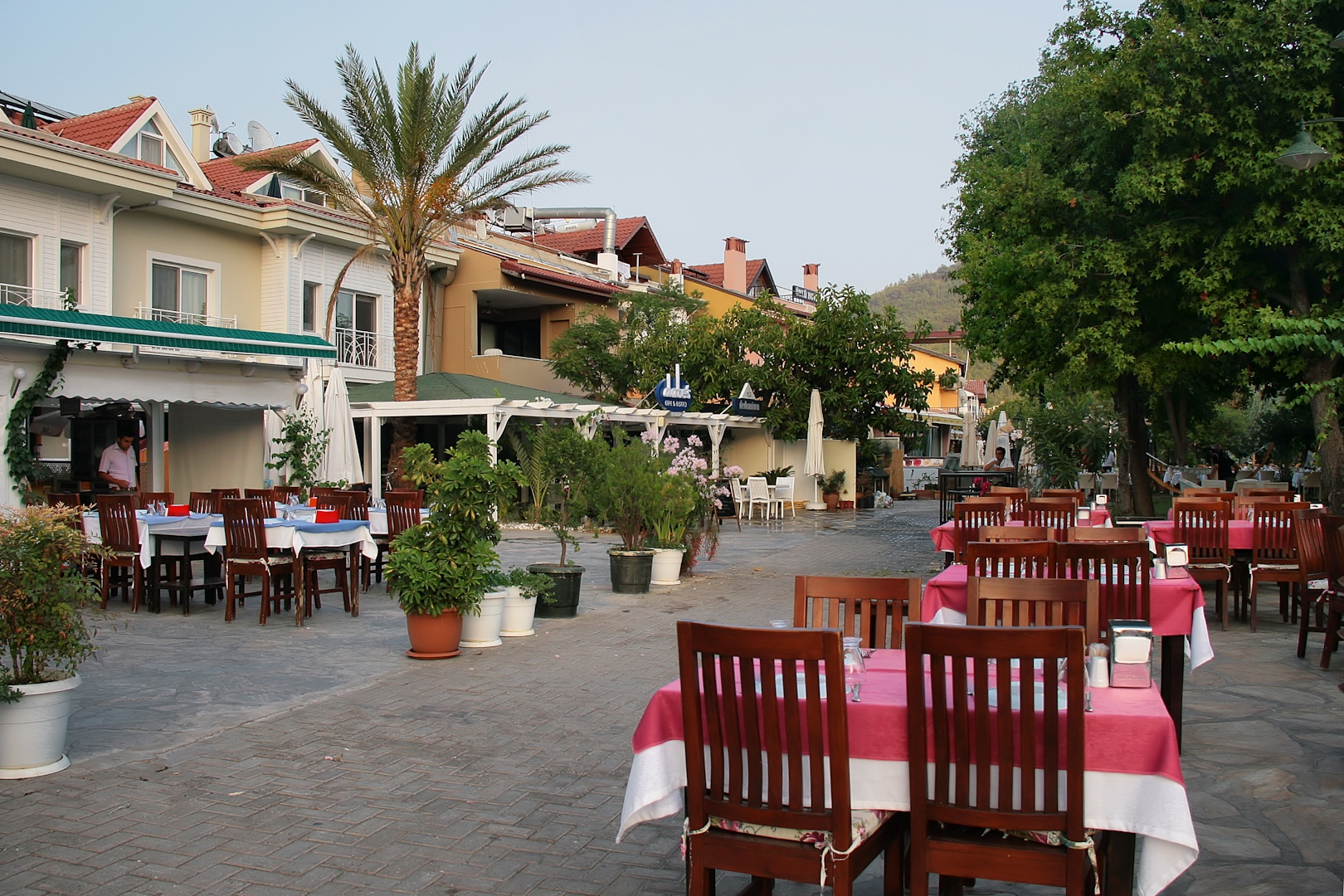
"غوجيك" (Göcek).
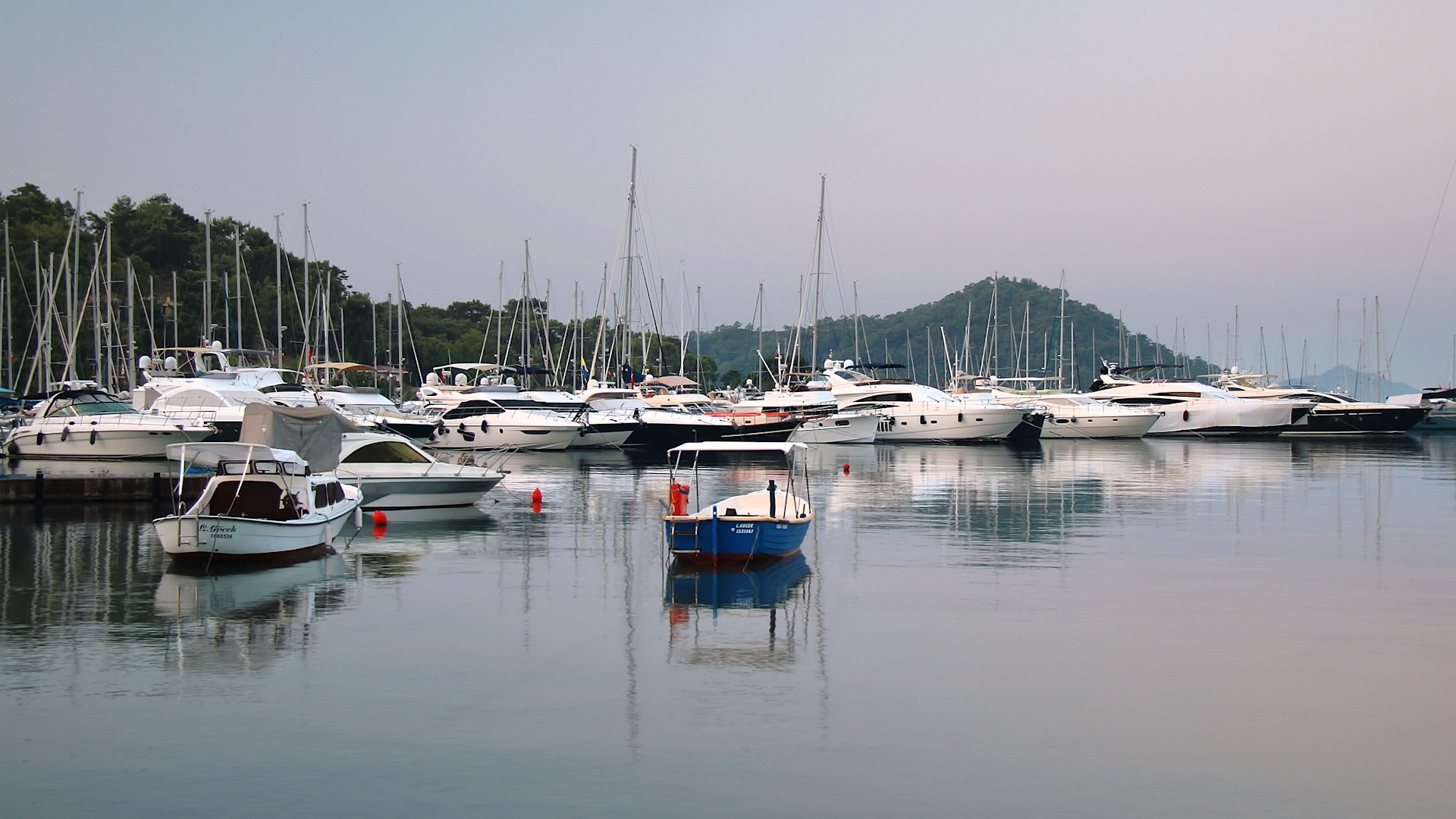
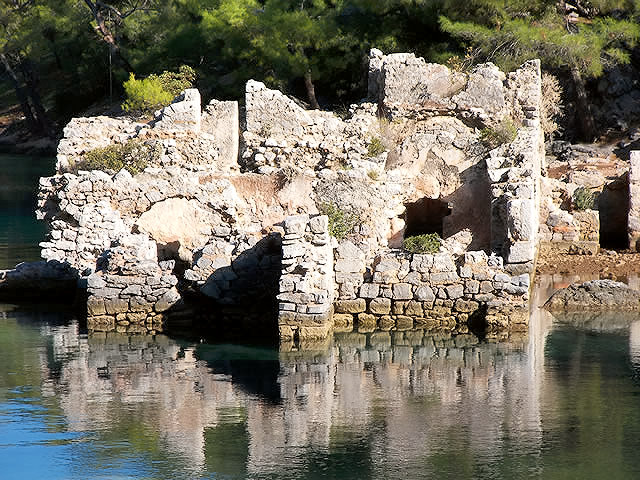
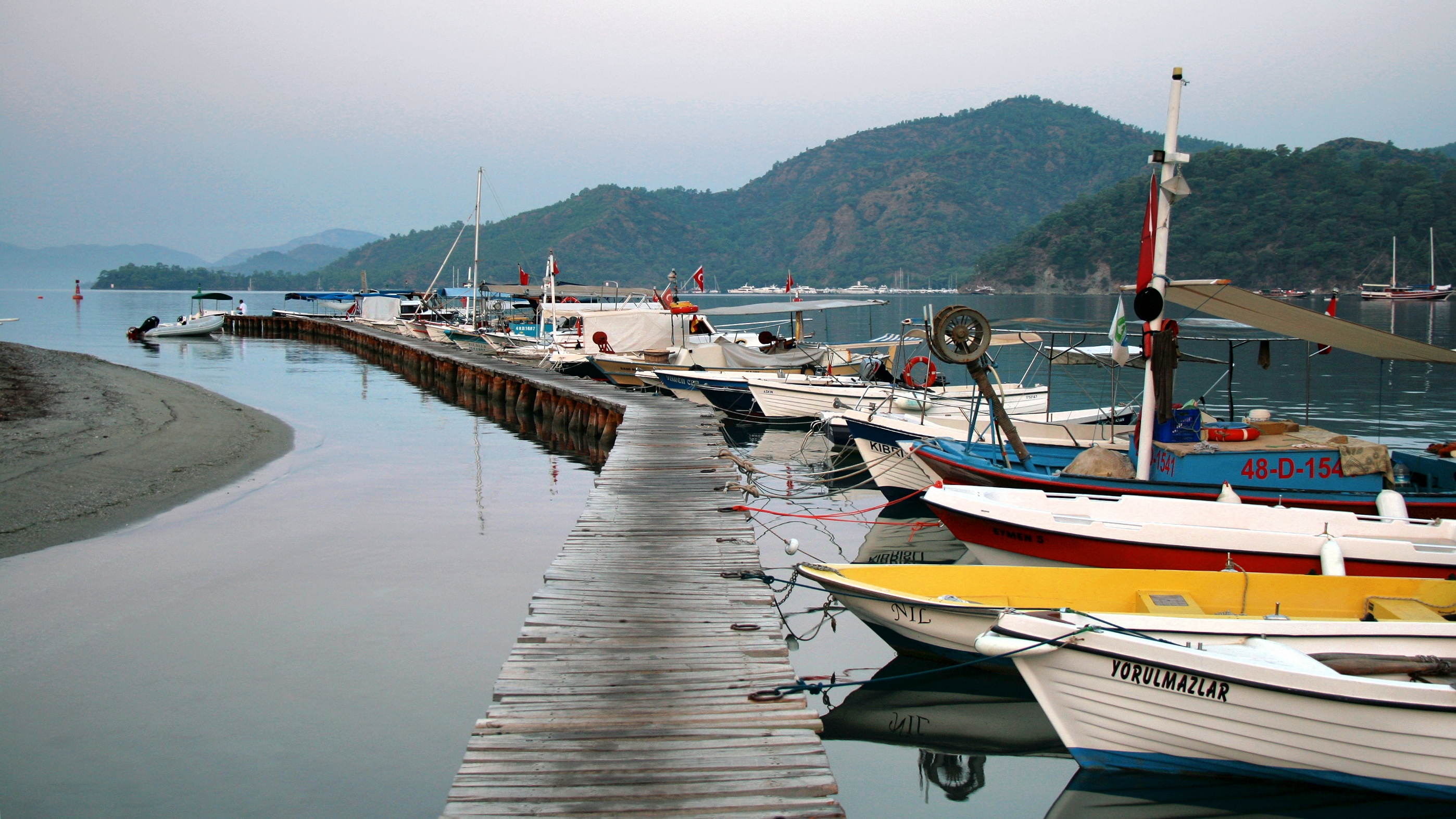
ميناء "غوجيك" (Göcek).

## الأنشطة التي يمكن القيام بها

### الطيران بالمظلات في أولودينيز

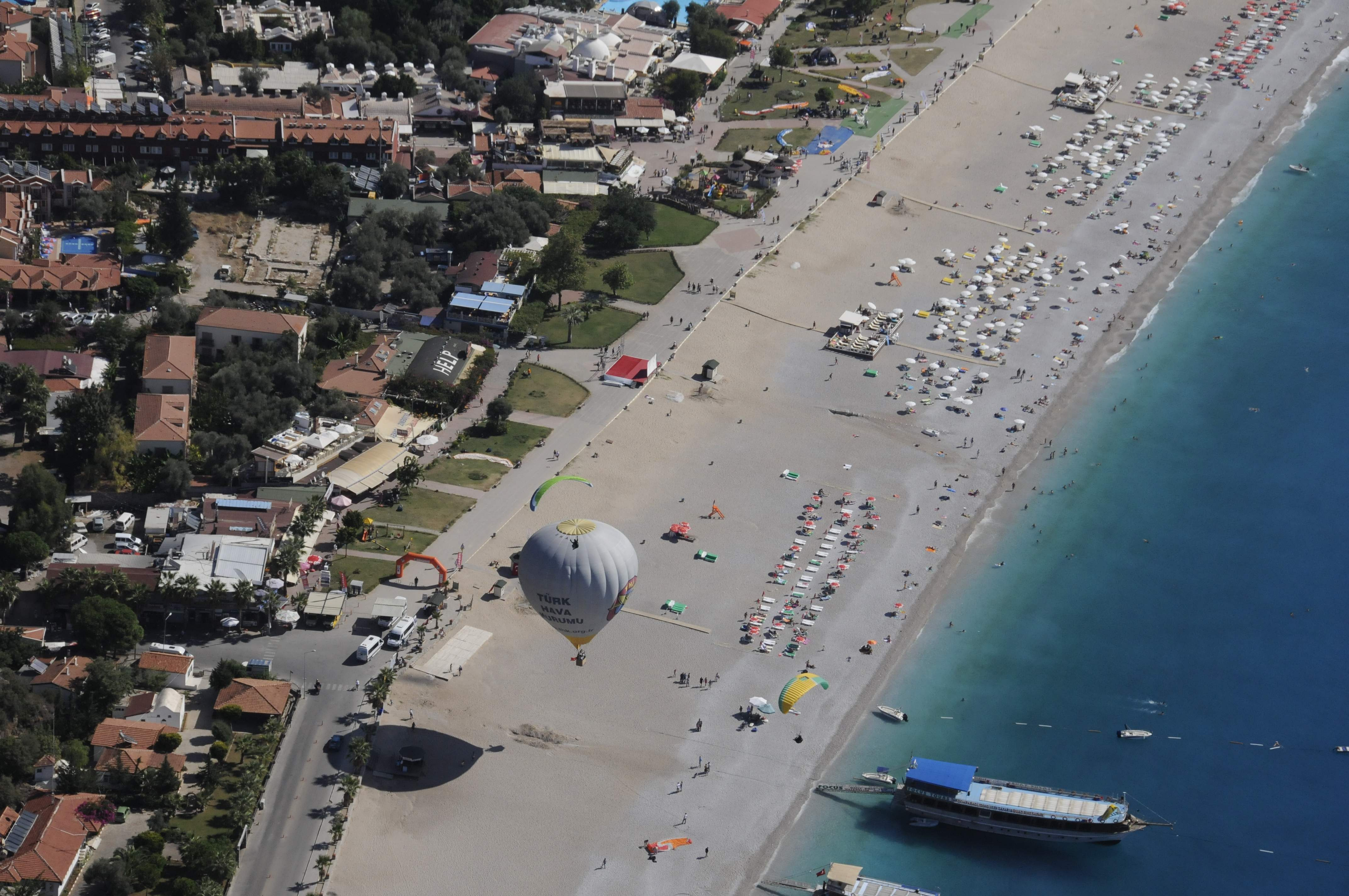
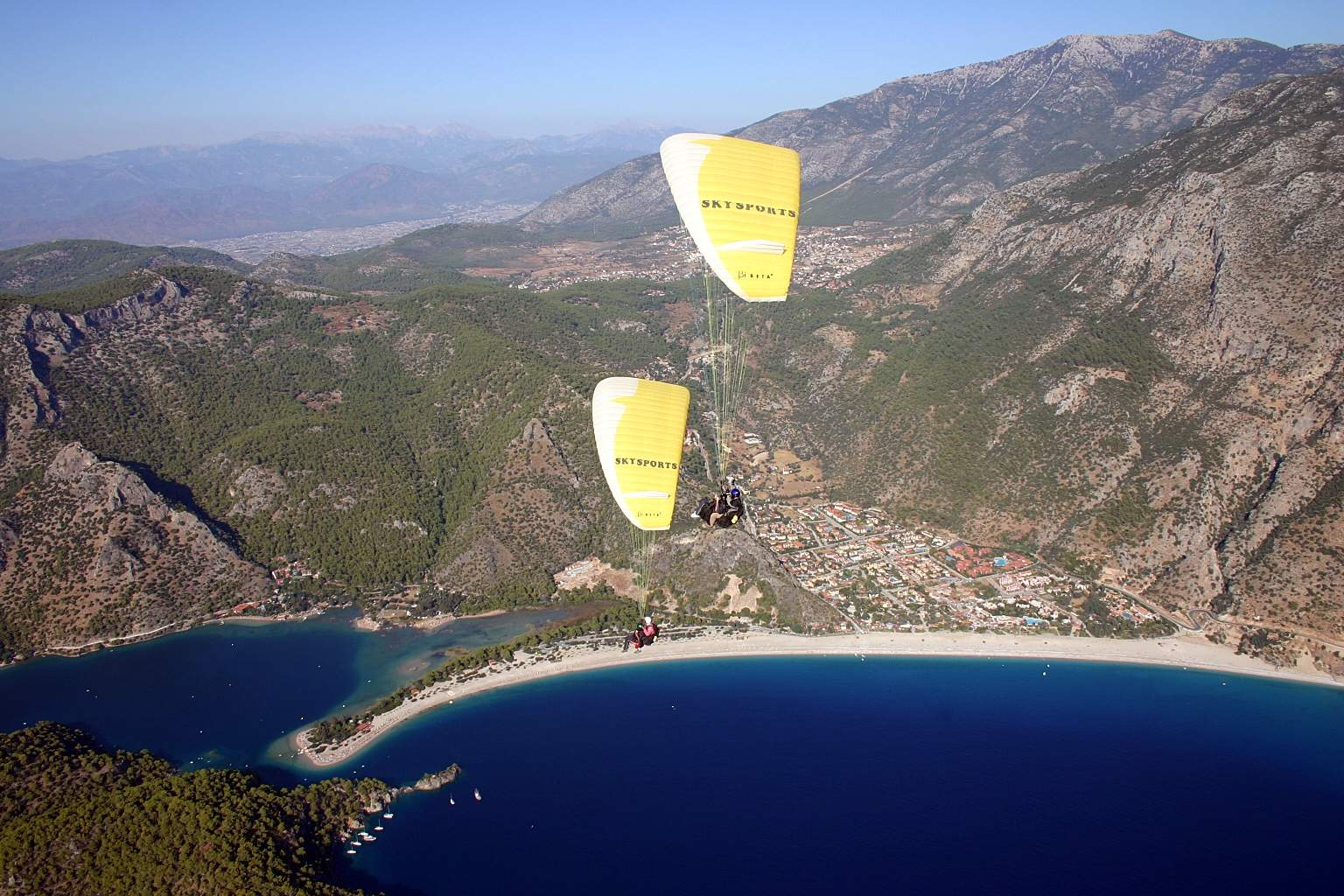
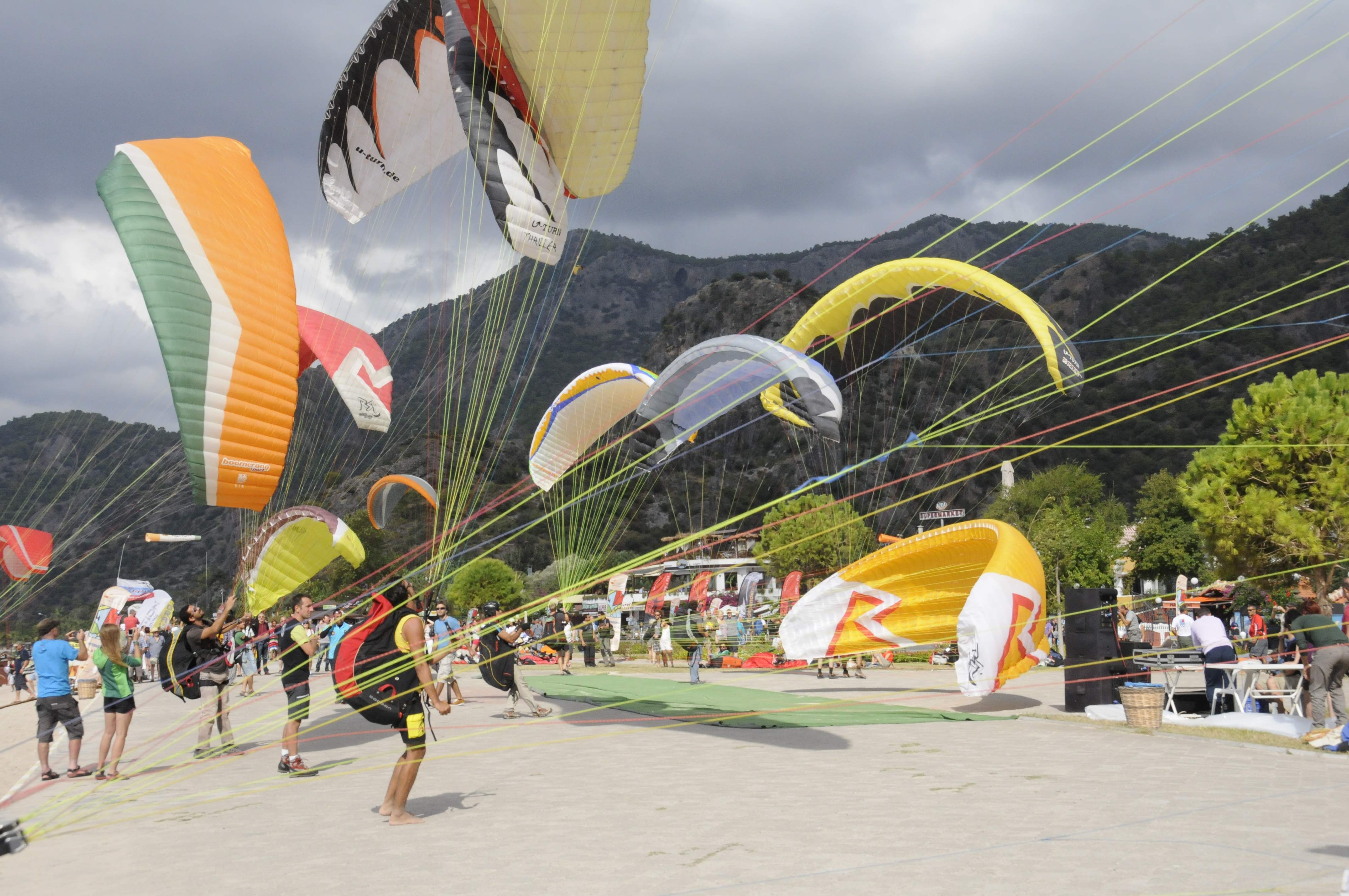
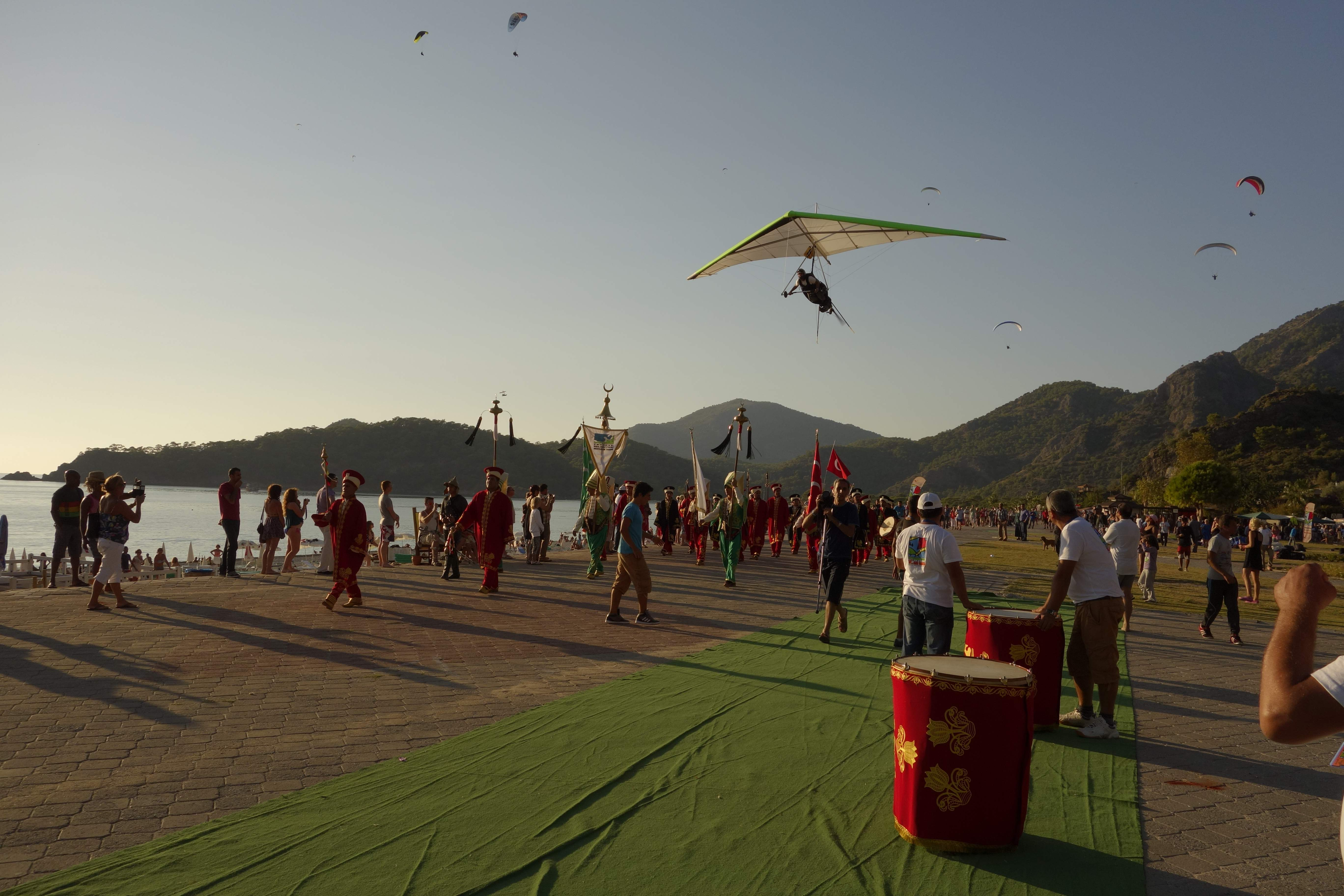
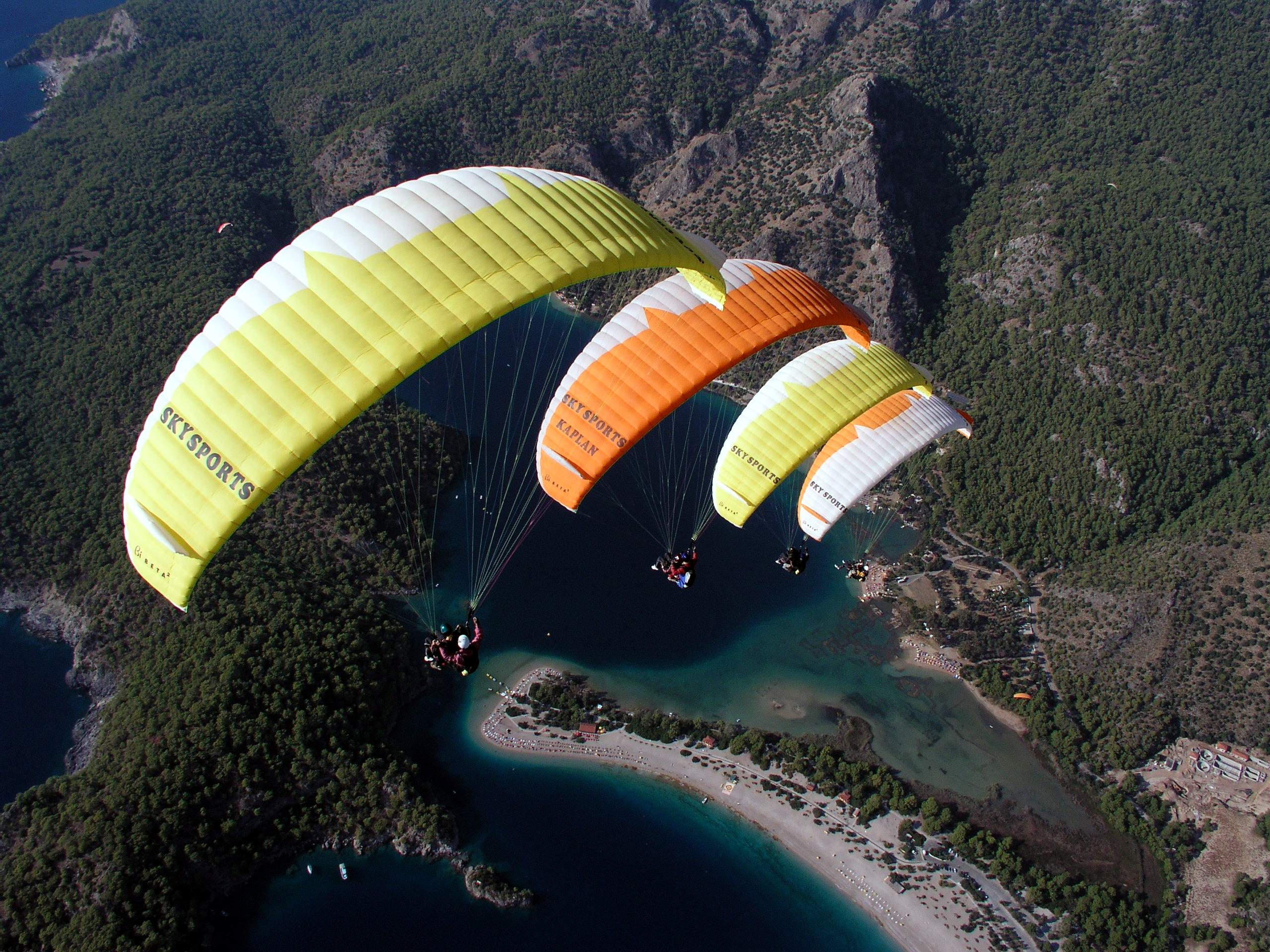

تشتهر أولودينيز أيضًا بفرصة ممارسة رياضة الطيران المظلي (بالإنجليزية: Paragliding) (بالتركية: Yamaç Paraşütü)، حيث تُعتبر أحد أفضل الأماكن في العالم للمظلات بسبب مناظرها البانورامية الفريدة والظروف الجوية المستقرة والارتفاع الاستثنائي لجبل باباداغ. 
تبدأ الرحلة بالنسبة لطيار متمرس بالقفز من أعلى «جبل باباداغ» الذي يبلغ ارتفاعه 1975 مترًا، وتنتهي رحلة الطيران المظلي على شاطئ بلجيكيز (بالتركية: Belceğiz) بعد رحلة مدتها 30-40 دقيقة. رحلة الصعود إلى نقطة الطيران على ارتفاع 1700 متراً طولها 25 كيلومترا وتستغرق حوالي 50 دقيقة. إذا لم تكن الرياح كافية على ارتفاع 1700 متراً، فيستمر الصعود إلى 1900 متراً. تُربط البذلة والخوذة وحزام المظلة على الطيار ثم يَجذب الطيار أربطة المظلة فتمتلئ بالهواء ثم يركض بضعة خطوات فيصعد في الهواء وتبدأ الرحلة. يمكن للطيارين ذوي الخبرة الارتفاع بالمظلة إلى ما يصل إلى 3500 متراً بالطيران المظلي ويمكنهم البقاء لمدة خمس ساعات في الهواء.
وكالات منظمات الطيران المظلي متواجدة على ساحل أولودينيز.

### سباق الدرب الليقي الفوق-ماراثوني
بدايةً من عام 2010م، يُعقد سنوياً سباق دولي «فوق-ماراثوني» (بالإنجليزية: Ultramarathon) على «درب ليقيا» التاريخي (بالتركية: Likya Yolu)(بالإنجليزية: Lycian Way) الواصل بين أولودنيز وفتحية، وهو سباق أطول من مسافة الماراثون الرسمية 42.195 كم، متعدد الأيام، ويجمع بين الركض والسير الجبلي (بالإنجليزية: hiking).

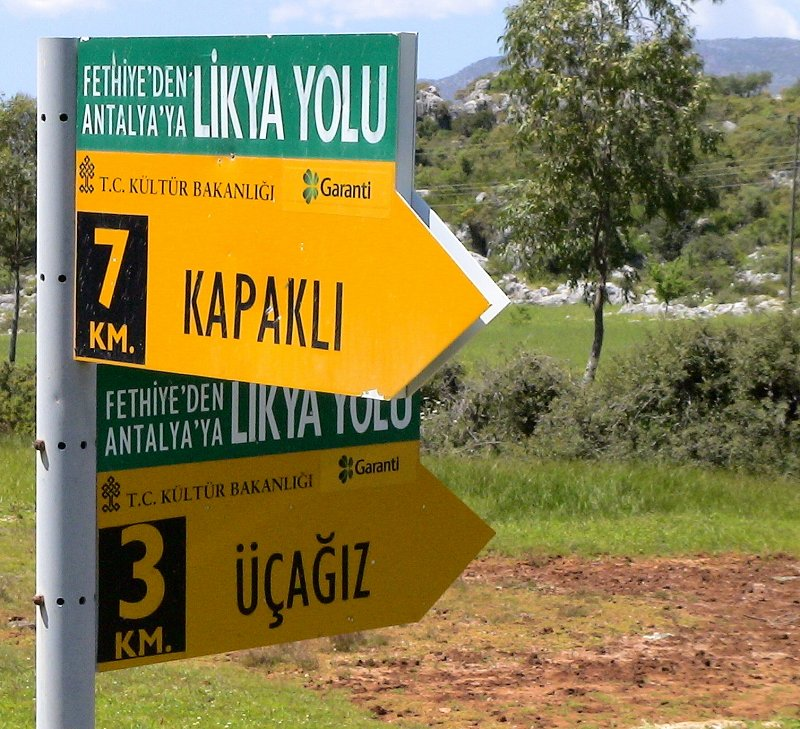
لافتة على الطريق تشير إلى «طريق ليقيا» باللون الأخضر.

- اسم السباق: «سباق الدرب الليقي الفوق-ماراثون» (بالإنجليزية: Lycian Way Ultramarathon).
- نوع السباق: ركض وسير الجبلي.
- طول السباق: 220–240 كيلومتر (140–150 ميل).
- مدة السباق: ستة أيام.
- اتجاه السباق: إلى الشرق.
- بداية السباق: يبدأ من أولودنيز في مديرية فتحية، بمحافظة موغلا.
- نهاية السباق: ينتهي في مدينة أنطاليا، بمحافظة أنطاليا.
- ارتفاع الدرب: مابين مستوى سطح البحر و 800م ارتفاعاً.

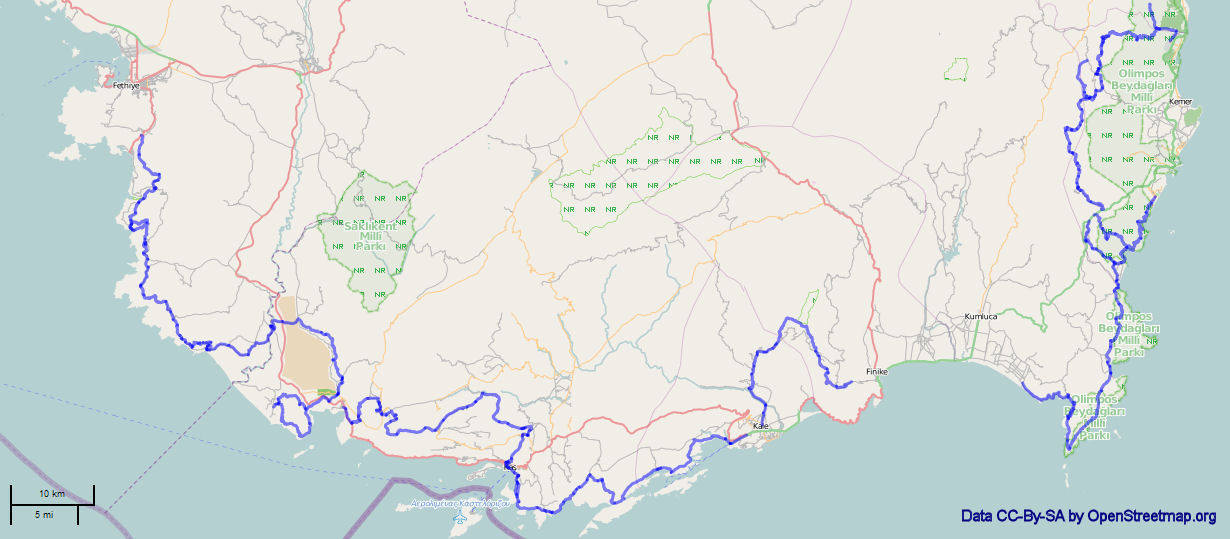
«درب ليقيا» التاريخي Lycian Way مبين باللون الأزرق.

### الغوص تحت الماء في أولودينيز
تنظم أولودينيز رحلات يومية وأسبوعية مع وكالات الغوص في شاطئ بلجيكيز، ويمكن الحصول على شهادات غوص بهذه الجولات. تشتهر أولودينيز بمجموعة متنوعة من مواقع الغوص لممارسة رياضة الغوص وذلك لمياهها الصافية وكهوفها الغنية والأحياء المائية تحت الماء:
- غوص سكوبا هو الرياضة الأكثر ممارسة تحت الماء هناك، وتقدم وكالات الغوص المحلية دورات وتراخيص غوص السكوبا المطلوبة.
- الغطس بالمنشاق (بالإنجليزية: Snorkelling) هو نشاط آخر للغوص ويوجد العديد من المواقع المناسبة للغاية للغطس بالمنشاق.[16]

## المناخ
تتمتع أولودينيز بمناخ متوسطي نموذجي. يكون الطقس دافئًا على مدار السنة، ولكن في فصل الصيف غالباً ما تتجاوز درجات الحرارة 35 درجة مئوية.

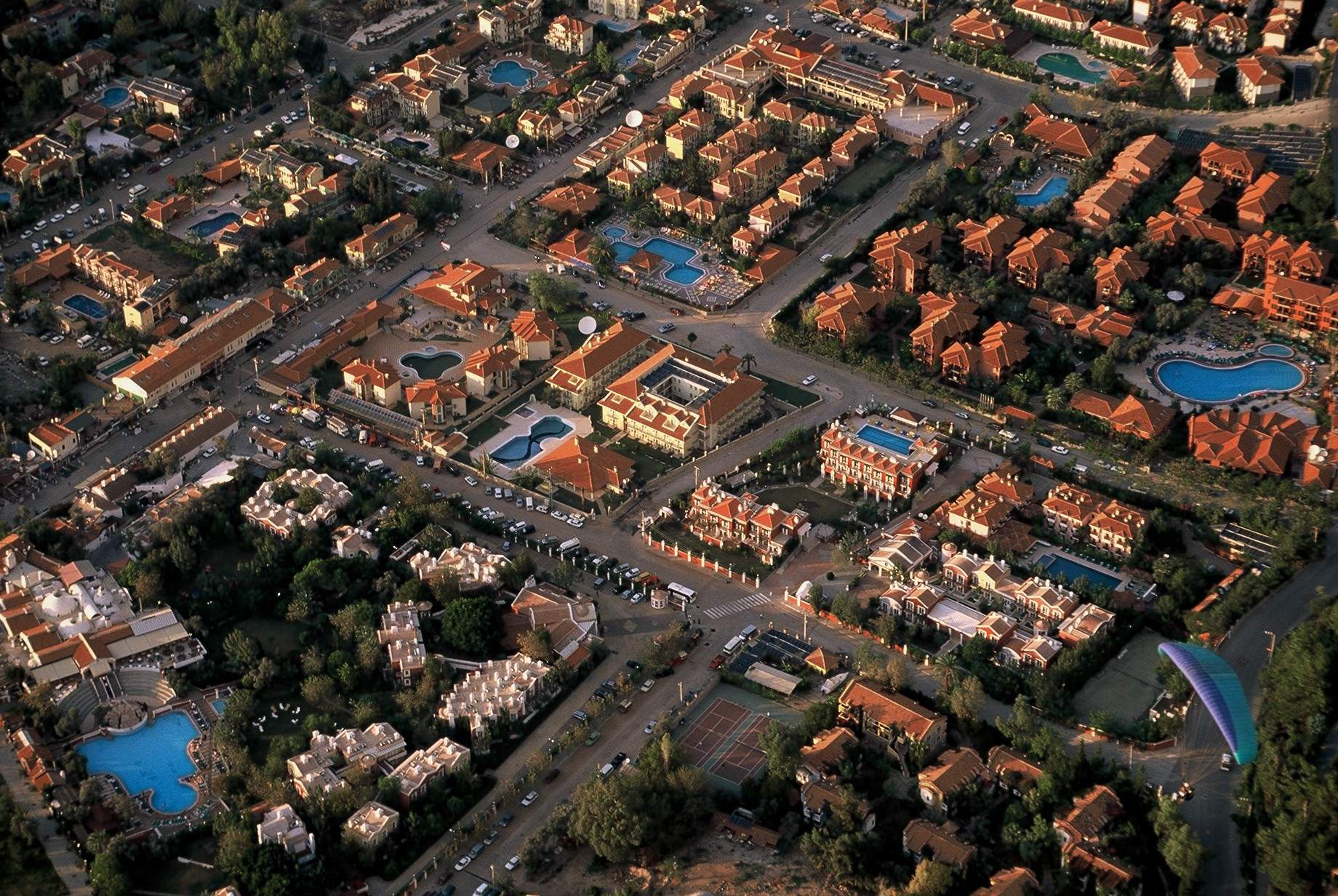
مدينة أولودنيز تتمتع بمناخ متوسطي نموذجي.

| البيانات المناخية لـÖlüdeniz | البيانات المناخية لـÖlüdeniz | البيانات المناخية لـÖlüdeniz | البيانات المناخية لـÖlüdeniz | البيانات المناخية لـÖlüdeniz | البيانات المناخية لـÖlüdeniz | البيانات المناخية لـÖlüdeniz | البيانات المناخية لـÖlüdeniz | البيانات المناخية لـÖlüdeniz | البيانات المناخية لـÖlüdeniz | البيانات المناخية لـÖlüdeniz | البيانات المناخية لـÖlüdeniz | البيانات المناخية لـÖlüdeniz | البيانات المناخية لـÖlüdeniz |
| الشهر                        | يناير                        | فبراير                       | مارس                         | أبريل                        | مايو                         | يونيو                        | يوليو                        | أغسطس                        | سبتمبر                       | أكتوبر                       | نوفمبر                       | ديسمبر                       | المعدل السنوي                |
| ---------------------------- | ---------------------------- | ---------------------------- | ---------------------------- | ---------------------------- | ---------------------------- | ---------------------------- | ---------------------------- | ---------------------------- | ---------------------------- | ---------------------------- | ---------------------------- | ---------------------------- | ---------------------------- |
| متوسط درجة الحرارة الكبرى °ف | 61                           | 63                           | 68                           | 70                           | 77                           | 86                           | 93                           | 93                           | 88                           | 79                           | 72                           | 64                           | 76                           |
| متوسط درجة الحرارة الصغرى °ف | 45                           | 45                           | 50                           | 54                           | 59                           | 68                           | 72                           | 72                           | 70                           | 63                           | 55                           | 50                           | 59                           |
| متوسط درجة الحرارة الكبرى °م | 16                           | 17                           | 20                           | 21                           | 25                           | 30                           | 34                           | 34                           | 31                           | 26                           | 22                           | 18                           | 25                           |
| متوسط درجة الحرارة الصغرى °م | 7                            | 7                            | 10                           | 12                           | 15                           | 20                           | 22                           | 22                           | 21                           | 17                           | 13                           | 10                           | 15                           |
| المصدر:                      |                              |                              |                              |                              |                              |                              |                              |                              |                              |                              |                              |                              |                              |

## الروابط الخارجية
- بلدية أولودينيز
- صورة وموقع أولودينيز من الفضاء.

## معرض الصور

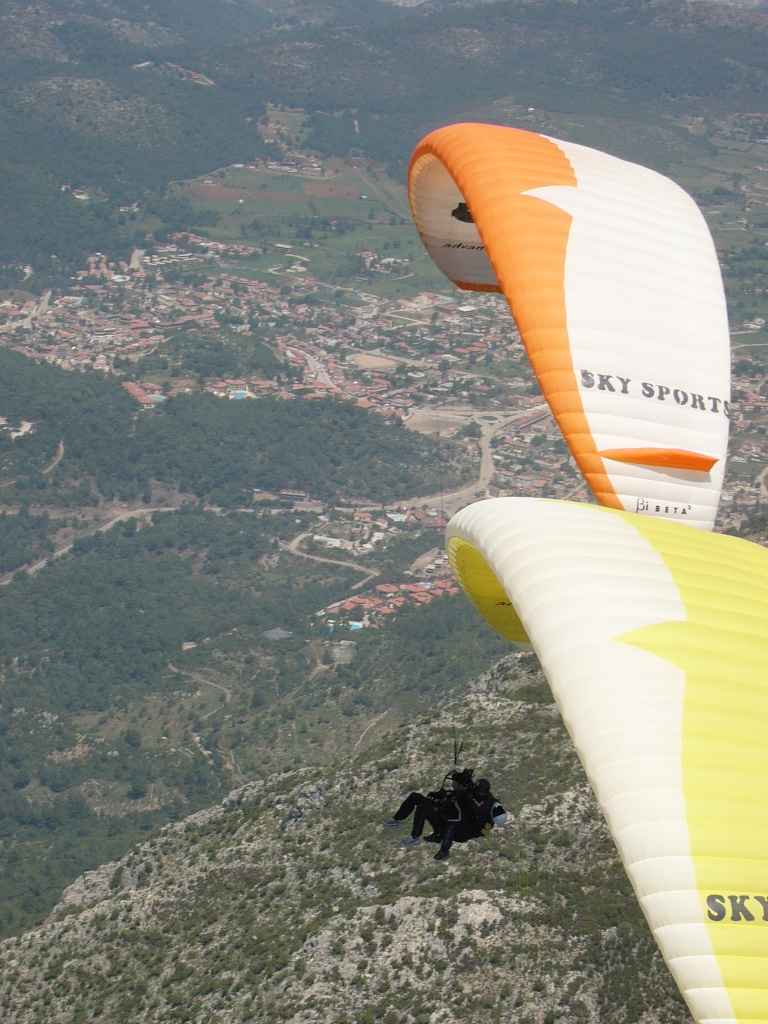
الطيران بالمظلات بالقرب من أولودينيز
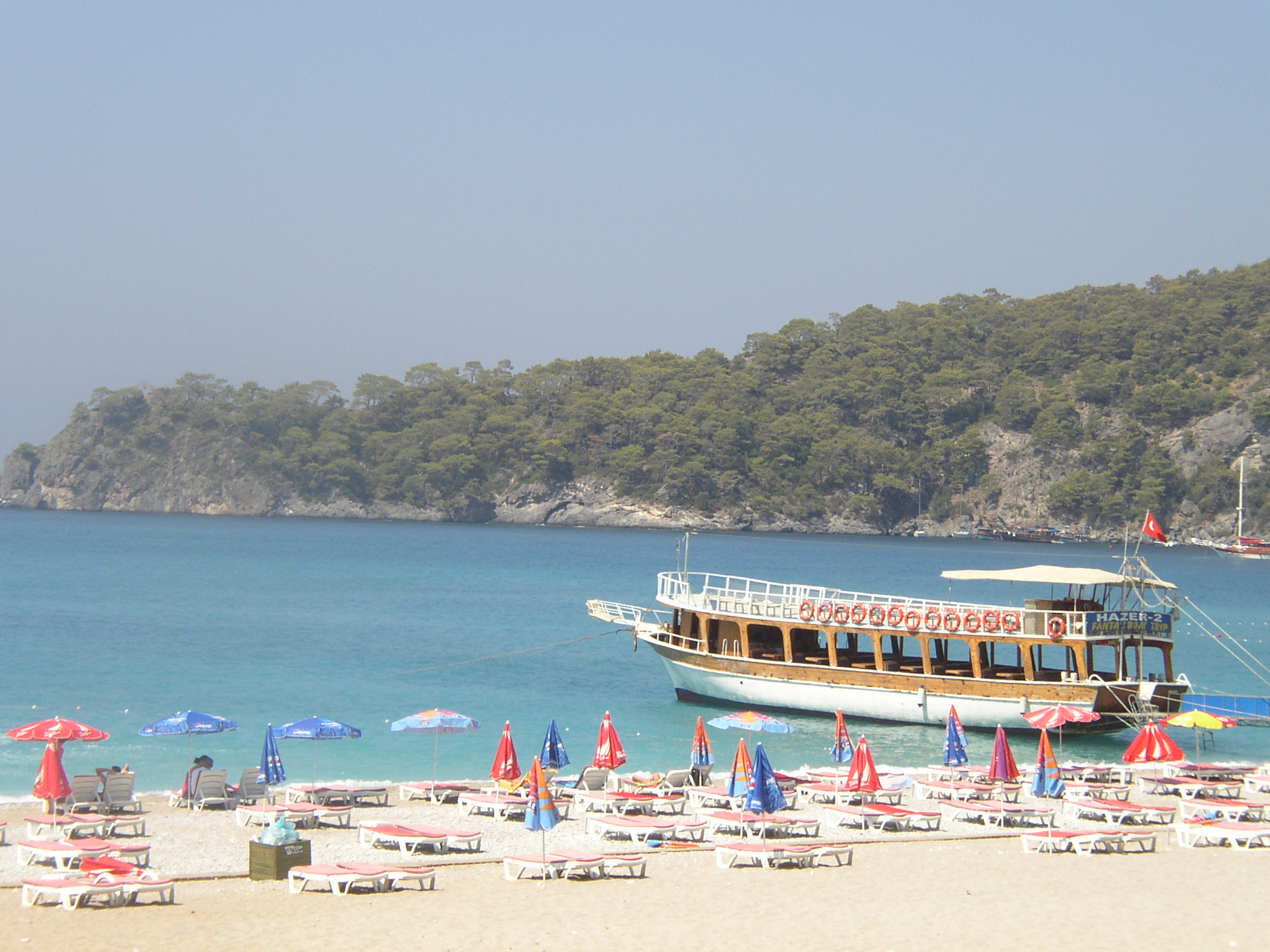
شاطئ أولودينيز
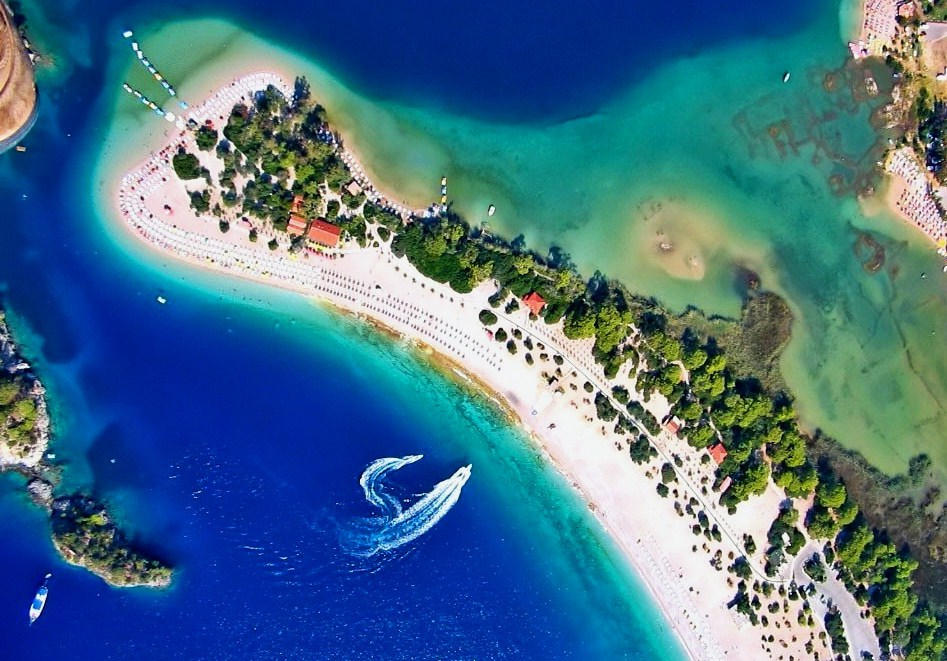
شاطئ أولودينيز
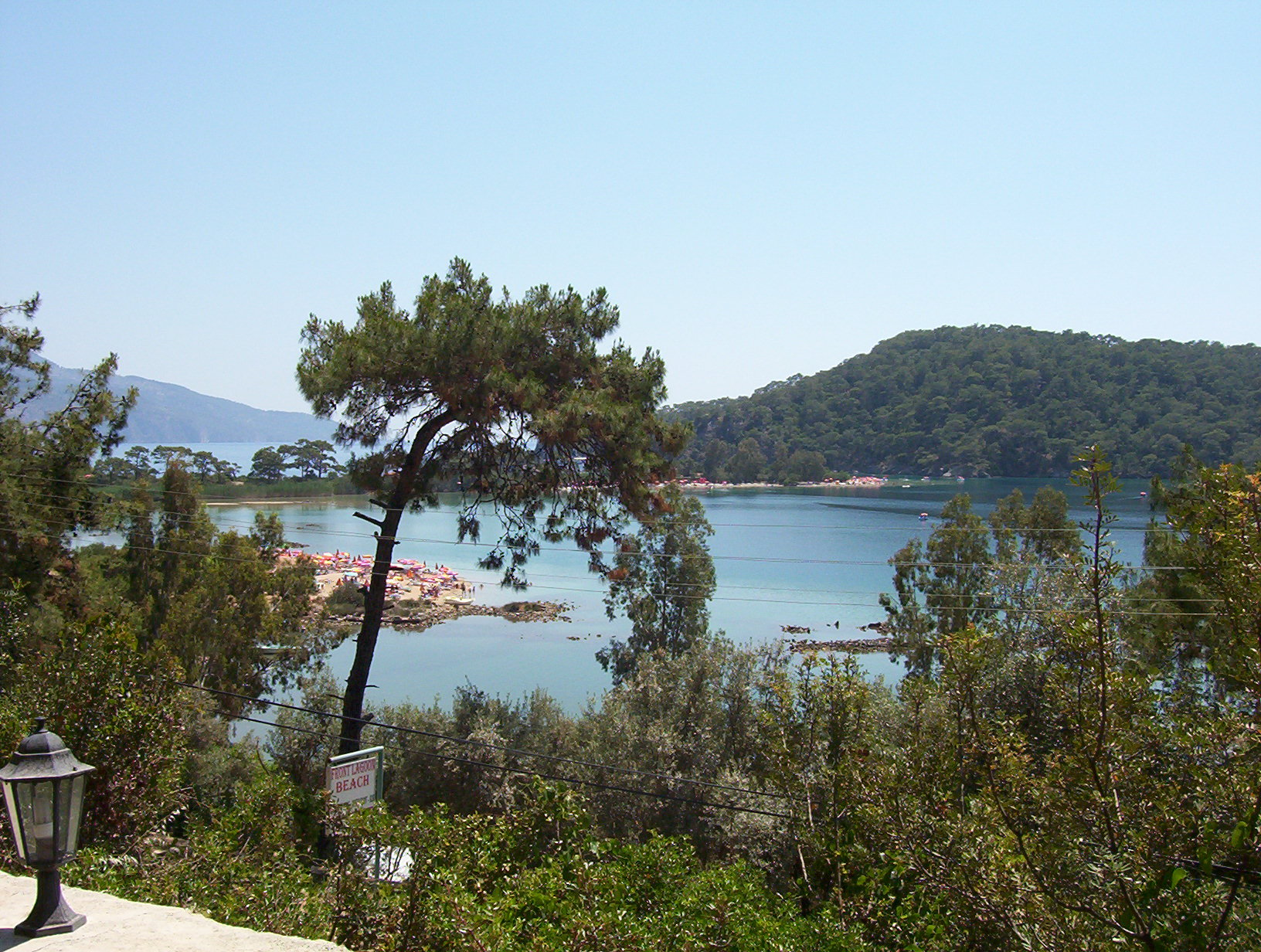
البحيرة الزرقاء
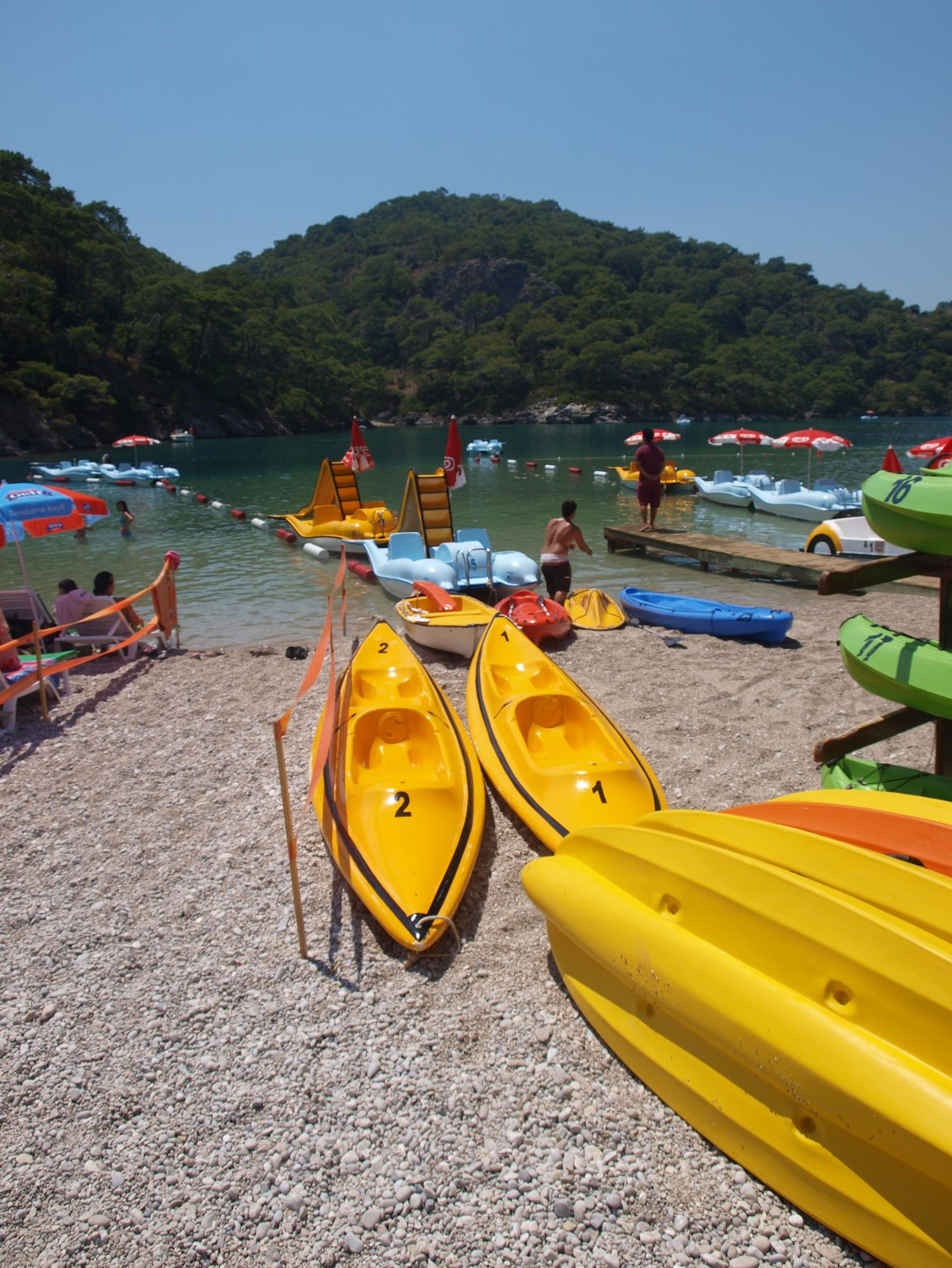
ممارسة الرياضات المائية على الشاطئ.